# Iga Świątek
Iga Natalia Świątekⓘ (ur. 31 maja 2001 w Warszawie) – polska tenisistka, zwyciężczyni dwudziestu czterech turniejów WTA w grze pojedynczej, w tym sześciu turniejów wielkoszlemowych: French Open 2020, 2022, 2023 i 2024, US Open 2022 oraz Wimbledonu 2025, brązowa medalistka igrzysk olimpijskich z Paryża (2024) w grze pojedynczej, uczestniczka igrzysk olimpijskich w 2020, od kwietnia 2022 do września 2023 i ponownie od listopada 2023 do października 2024 liderka rankingu singlowego WTA.
Triumfatorka juniorskich turniejów wielkoszlemowych: Wimbledonu 2018 w grze pojedynczej oraz French Open 2018 w grze podwójnej dziewcząt w parze z Catherine McNally. Finalistka juniorskiego Australian Open 2017 w grze podwójnej w parze z Mają Chwalińską oraz złota medalistka Letnich Igrzysk Olimpijskich Młodzieży 2018 w grze podwójnej dziewcząt w parze ze Słowenką Kają Juvan. Po zwycięstwie we French Open 2020, gdzie w meczu finałowym pokonała Sofię Kenin 6:4, 6:1, została pierwszym polskim zwycięzcą turnieju wielkoszlemowego w grze pojedynczej. 4 kwietnia 2022 roku jako pierwsza Polka została liderką listy WTA. Dwukrotna zwyciężczyni Plebiscytu „Przeglądu Sportowego” (2022 i 2023).

## Życiorys
Jest córką Tomasza Świątka, byłego wioślarza, uczestnika Letnich Igrzysk Olimpijskich w Seulu, oraz Doroty z zawodu ortodontki. Ma starszą o trzy lata siostrę Agatę, która jest lekarką dentystką.
Rozpoczęła edukację w najstarszej w Warszawie szkole integracyjnej – Szkole Podstawowej Integracyjnej Nr 339 im. Raoula Wallenberga w Warszawie (przy ulicy św. Bonifacego na osiedlu Stegny), a następnie uczęszczała do gimnazjum. Jest absolwentką niepublicznego Autorskiego Liceum Ogólnokształcącego nr 42 w Warszawie. Mieszka w Raszynie.

## Kariera tenisowa

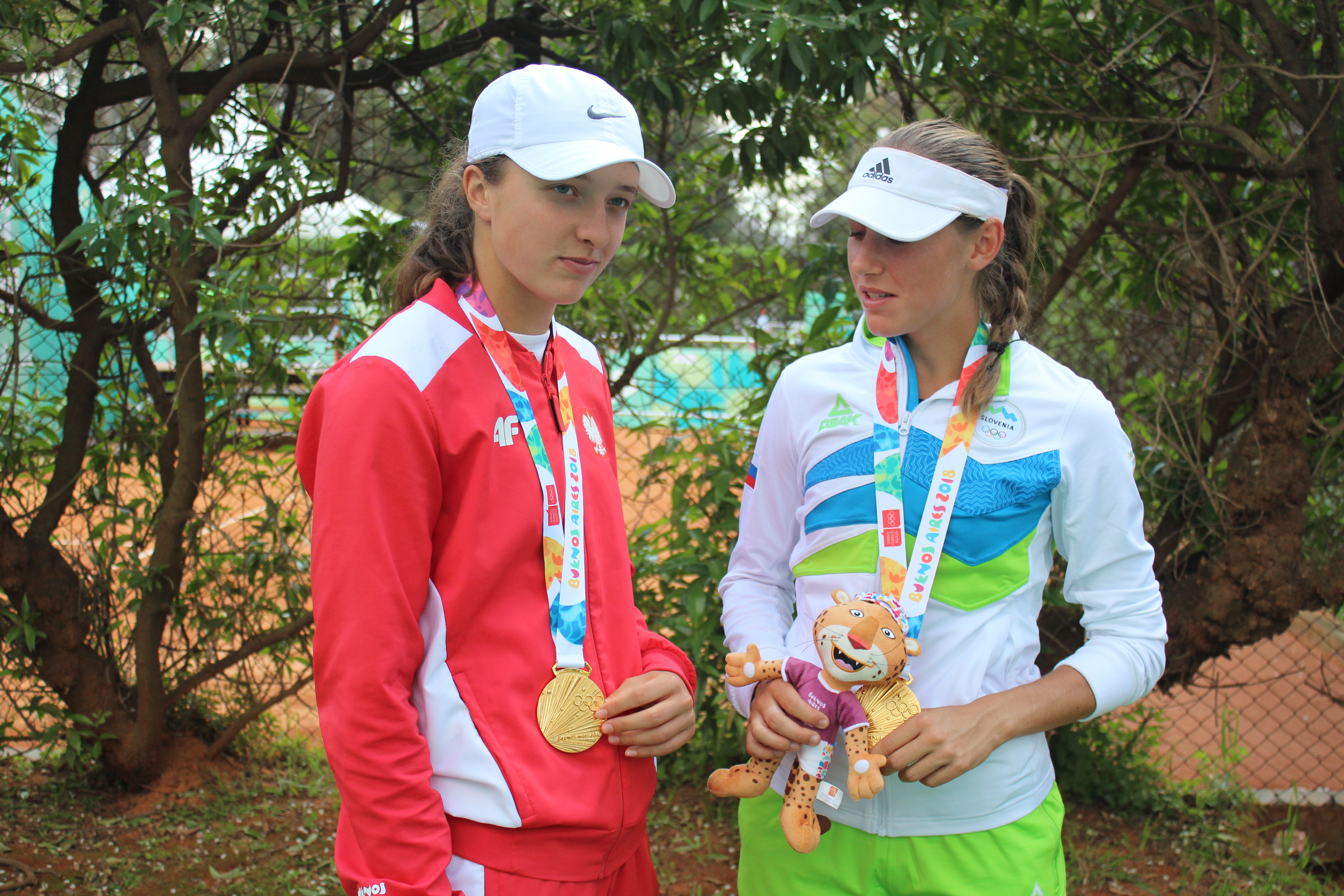
Iga Świątek i Kaja Juvan ze złotym medalem Letnich Igrzysk Olimpijskich Młodzieży 2018

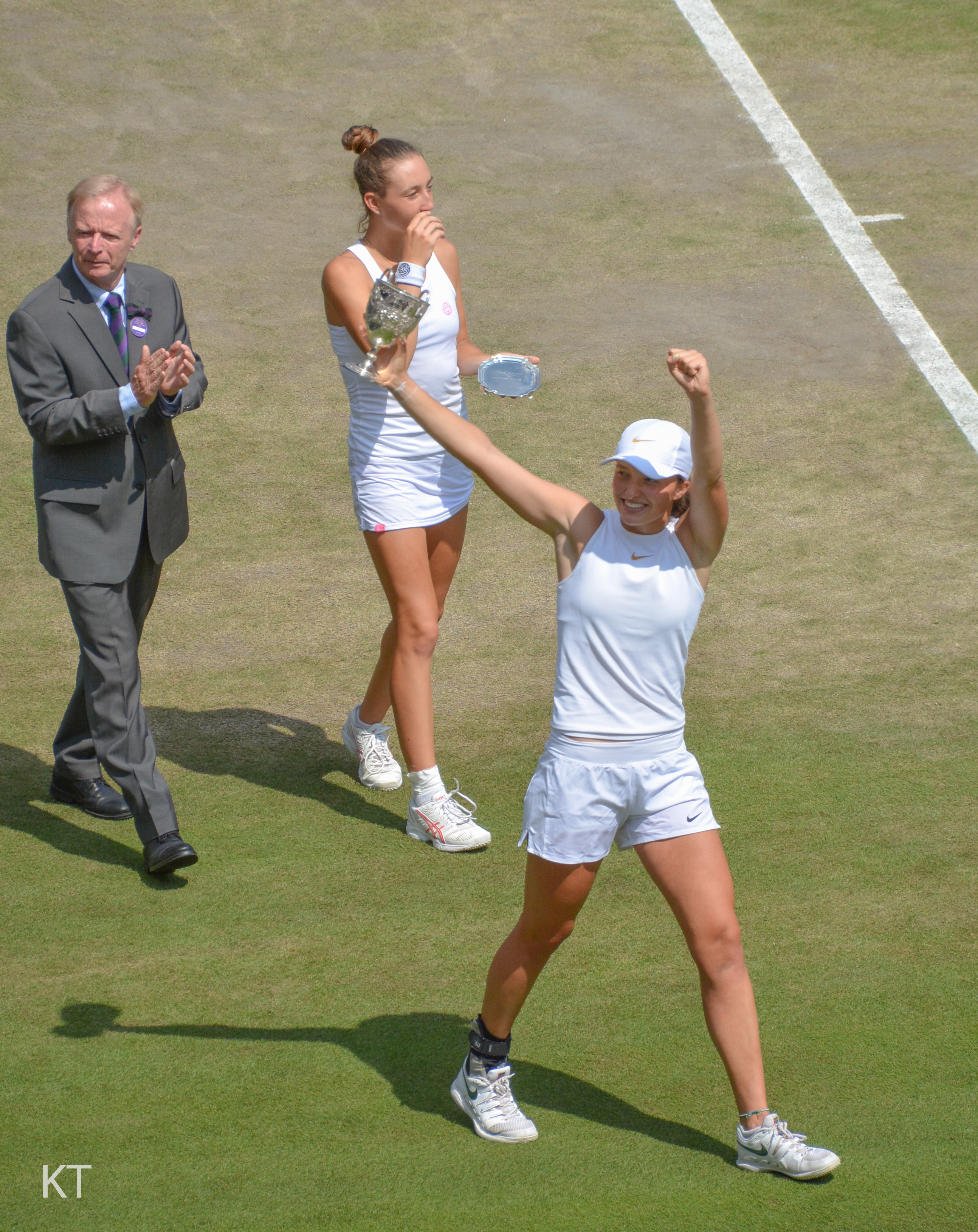
Iga Świątek – mistrzyni Wimbledonu juniorek (2018)

### Kariera juniorska
Zaczęła trenować grę w tenisa w wieku pięciu lat. Początkowo trenowała w klubie Mera Warszawa, a potem w Klubie Tenisowym Legia Warszawa.
Występowała w reprezentacji Polski w tenisie do lat 16. W 2015 roku w parze z Mają Chwalińską zdobyła tytuł mistrzyni Europy młodzików w grze podwójnej. Rok później para osiągnęła triumf w kategorii kadetów.
W 2016 roku w drużynie wygrała Junior Fed Cup – juniorską edycję ówczesnego Pucharu Federacji.
W 2017 roku razem z Mają Chwalińską awansowały do finału Australian Open w grze podwójnej dziewcząt, lecz zostały w nim pokonane przez Biancę Andreescu i Carson Branstine wynikiem 1:6, 6:7(4).
W czerwcu 2018 roku triumfowała w finale wielkoszlemowego French Open w konkurencji gry podwójnej. Razem z Catherine McNally pokonały w meczu mistrzowskim Yūki Naitō i Naho Satō 6:2, 7:5.
W lipcu 2018 roku zwyciężyła w juniorskim Wimbledonie w grze pojedynczej, pokonując w finale Szwajcarkę Leonie Küng 6:4, 6:2 (wcześniej, w ćwierćfinale pokonała Emmę Raducanu). W październiku tego samego roku wystąpiła na Letnich Igrzyskach Olimpijskich Młodzieży w Buenos Aires. W grze pojedynczej odpadła w ćwierćfinale z Clarą Burel 4:6, 2:6, walcząc z problemami żołądkowymi. Z tego samego powodu oddała walkowerem mecz drugiej rundy gry mieszanej. W grze podwójnej w parze z Kają Juvan, rozstawione z numerem drugim, doszły do finału bez straty seta. W meczu mistrzowskim, ze względu na problemy zdrowotne Juvan, przegrały pierwszego seta 6:7(5). W drugim, po serii przełamań, odrobiły straty 7:5 i doprowadziły do super tie-breaka. Decydująca część spotkania przebiegała pod dyktando polsko–słoweńskiej pary, która wygrała 10–4 i sięgnęła po złote medale.
Na szczeblu juniorskim osiągnęła piąte miejsce w światowym rankingu ITF World Tennis Tour Juniors.

### Kariera zawodowa
W 2016 roku, w wieku 15 lat, przeszła na zawodowstwo i wygrała debiutancki turniej zawodowy ITF w Sztokholmie (10 000 $).
W 2017 roku wygrała swój drugi zawodowy turniej ITF w Bergamo (15 000 $), w finale pokonując Martinę Di Giuseppe 6:4, 3:6, 6:3. Na początku maja sięgnęła po tytuł w Győr, w meczu finałowym pokonawszy Gabrielę Horáčkovą 6:2, 6:2.
Po wygraniu juniorskiego Wimbledonu w lipcu 2018 roku postanowiła zakończyć juniorską karierę i zacząć budować swój ranking WTA. Pod koniec miesiąca doszła do półfinału turnieju ITF z pulą nagród 80 000 $ w Pradze. W ćwierćfinale odprawiła Monę Barthel 6:2, 6:3, lecz w meczu o finał przegrała z Martiną Di Giuseppe 6:1, 0:6, 6:7(3). Na przełomie sierpnia i września (zrezygnowała z występu na juniorskim US Open na rzecz startów w rozgrywkach seniorskich) wystąpiła w dwóch turniejach ITF z pulą nagród 60 000 $. W Budapeszcie straciła tylko jednego seta, w pokonanym polu zostawiając takie zawodniczki jak Jana Čepelová (6:1, 6:0), czy Sílvia Soler Espinosa (6:0, 6:4). W meczu mistrzowskim ograła wynikiem 6:2, 6:2 Katarinę Zawacką.

#### 2019
Sezon 2019 rozpoczęła od kwalifikacji do zawodów w Auckland – jej pierwszego w karierze turnieju WTA. Premierowy pojedynek wygrała 6:2, 6:2 z Elys Venturą. W rundzie drugiej pokonała Claire Liu, jednak w decydującej fazie uległa w trzech setach Janie Čepelovej 2:6, 6:4, 4:6. Dzięki zajmowanej pozycji w rankingu WTA Tour wystartowała w kwalifikacjach do Australian Open. Po wygraniu trzech spotkań 15 stycznia 2019 rozegrała pierwszy mecz w głównej drabince turnieju wielkoszlemowego. W debiucie odniosła zwycięstwo, pokonując Anę Bogdan 6:3, 3:6, 6:4. Dzień później otrzymała, w parze z Łukaszem Kubotem, dziką kartę do turnieju gry mieszanej. 17 stycznia rozegrała kolejny mecz w głównej drabince w ramach drugiej rundy, przegrywając z Camilą Giorgi 2:6, 0:6 i tym samym odpadając z turnieju głównego. W grze mieszanej u boku Kubota pokonała w pierwszej rundzie parę Alicja Rosolska–Nikola Mektić 6:1, 2:6, 10–5. W drugiej rundzie polska para musiała jednak uznać wyższość późniejszych triumfatorów imprezy Barbory Krejčíkovej i Rajeeva Rama 3:6, 6:4, 5–10.
Kolejnym startem były zawody w Budapeszcie, do których dostała się przez kwalifikacje. W pierwszej rundzie pokonała 6:3, 6:0 Olgę Danilović, aby w drugiej rundzie ulec najwyżej rozstawionej obrończyni tytułu Alison Van Uytvanck 4:6, 5:7. W Indian Wells w pierwszej rundzie kwalifikacji pokonała rozstawioną z numerem 7. Larę Arruabarrenę 6:1, 6:7(6), 6:2, jednak w kolejnej uległa Ysaline Bonaventure 6:1, 2:6, 4:6. Podobnie zaprezentowała się w turnieju w Miami: w pierwszym meczu kwalifikacji pokonała Zarinę Dijas 6:2, 7:5, lecz w kolejnym spotkaniu lepsza okazała się Sachia Vickery, z którą Polka przegrała 6:7(2), 4:6.

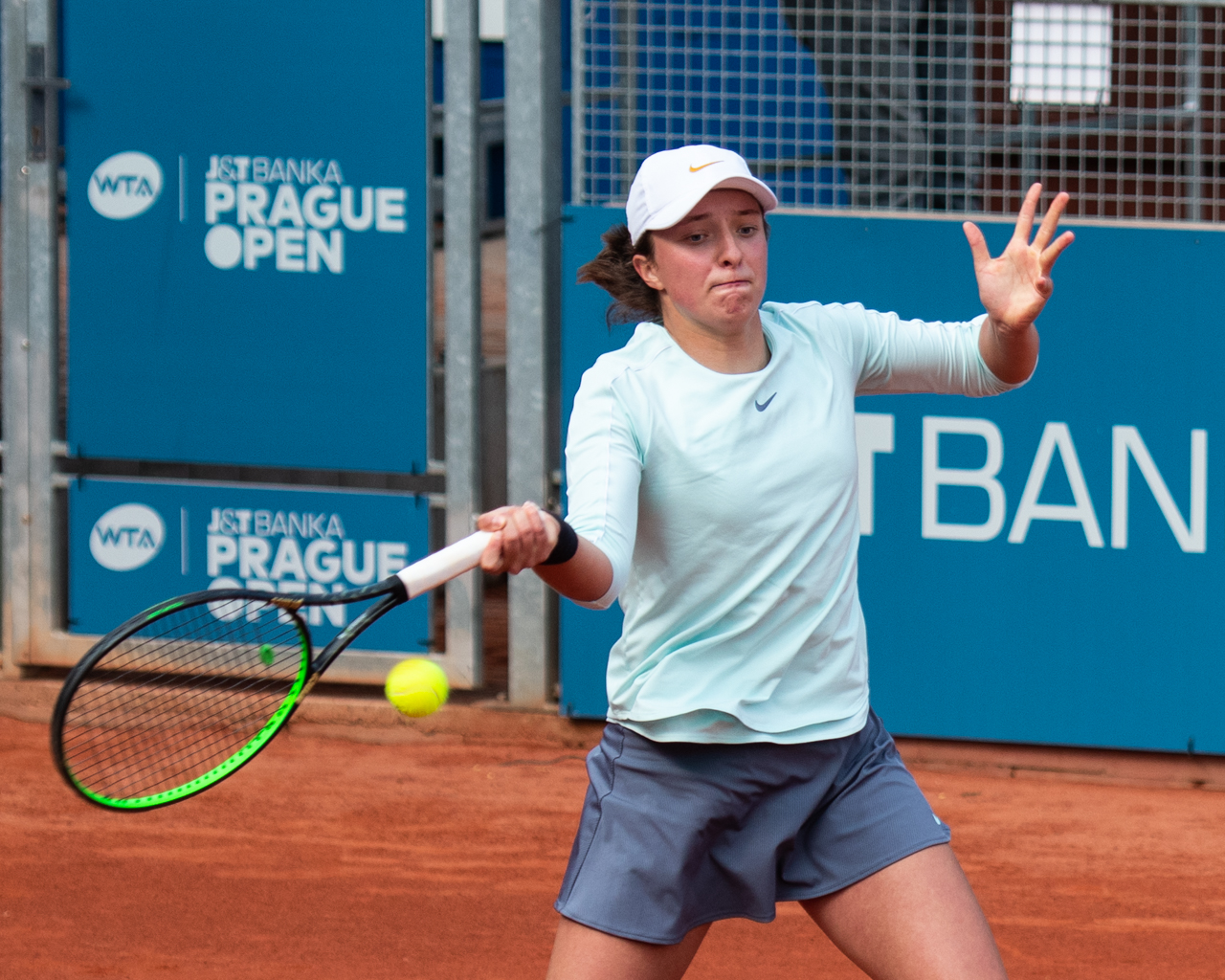
Iga Świątek (2019)

W kwietniu po raz pierwszy w karierze Świątek dostała się do turnieju głównego cyklu WTA dzięki pozycji zajmowanej w rankingu, a miało to miejsce na zawodach w Lugano. W pierwszej rundzie pokonała Katarinę Zawacką 6:0, 6:3, w drugiej wyeliminowała rozstawioną z numerem trzecim Viktórię Kužmovą 6:3, 3:6, 6:2. W ćwierćfinale pokonała rozstawioną z numerem ósmym Wierę Łapko 4:6, 6:4, 6:1, a w półfinale pokonała Kristýnę Plíškovą 6:0, 6:1. O tytuł zmierzyła się z Poloną Hercog, z którą przegrała 3:6, 6:3, 3:6. 
W wielkoszlemowym French Open pokonała w pierwszej rundzie 6:3, 6:0 Sélénę Janicijevic. W kolejnych meczach pokonała kolejno Wang Qiang 6:3, 6:0 i Mónikę Puig, dochodząc tym samym do czwartej rundy, w której uległa Simonie Halep 1:6, 0:6.
Podczas kwalifikacji do zawodów w Birmingham pokonała kolejno Martinę Trevisan, Destanee Aiavę i Bernardę Perę. W turnieju głównym uległa w pierwszej rundzie Jeļenie Ostapenko 0:6, 2:6. W pierwszej rundzie kwalifikacji turnieju w Eastbourne przegrała z Samanthą Stosur 0:6, 3:6. Udział w wielkoszlemowym Wimbledonie zakończyła na pierwszej rundzie, przegrywając 2:6, 6:7(3) z Viktoriją Golubic.
Kolejnym startem były zawody w Waszyngtonie, podczas których pokonała Ons Jabeur 4:6, 6:4, 6:4. W kolejnej rundzie uległa jednak Jessice Peguli 7:5, 4:6, 1:6. W turnieju w Toronto przeszła eliminacje, wygrywając kolejno z Shelby Rogers 6:4, 7:5 oraz Heather Watson 6:4, 6:2. W głównej drabince turnieju wygrała z Ajlą Tomljanović po kreczu przy stanie 4:1. Następnie pokonała Caroline Wozniacki 1:6, 6:3, 6:4, w trzeciej rundzie zaś przegrała z Naomi Ōsaką 6:7(4), 4:6. Po tym sukcesie po raz pierwszy znalazła się w pierwszej 50. rankingu, zajmując 49. miejsce.
W turnieju w Cincinnati również przeszła przez kwalifikacje, zwyciężając w nich Katerynę Kozłową i Wang Yafan. W turnieju głównym wygrała w pierwszej rundzie z Caroline Garcią 7:6(1), 6:1, ulegając jednak w drugiej Anett Kontaveit 4:6, 6:7(2). Podczas wielkoszlemowego US Open w grze pojedynczej wygrała w pierwszej rundzie z Ivaną Jorović 6:0, 6:1, w drugiej rundzie uległa jednak Anastasii Sevastovej 6:1, 1:6, 3:6. Wzięła także udział w zawodach gry podwójnej wraz z Magdą Linette, pokonując w pierwszej rundzie Coco Vandeweghe i Bethanie Mattek-Sands 3:6, 6:3, 7:5, a następnie przegrywając z Hsieh Su-wei i Barborą Strýcovą 4:6, 6:7(4).
21 września ogłosiła, że nie wystąpi w żadnych kolejnych zawodach w 2019 z powodu kontuzji stopy, a do gry w turniejach zamierza powrócić podczas rozgrywek w Australii w styczniu 2020, zaczynając sezon od wielkoszlemowego Australian Open. Sezon zakończyła na 61. miejscu w rankingu WTA.

#### 2020
Sezon rozpoczęła od udziału w wielkoszlemowym Australian Open. W pierwszej rundzie gry pojedynczej pokonała Tímeę Babos 6:3, 6:2, natomiast w drugiej wygrała z Carlą Suárez Navarro 6:3, 7:5. W trzeciej rundzie stoczyła pojedynek z Donną Vekić, wygrywając 7:5, 6:3. W czwartej rundzie przegrała z Anett Kontaveit 7:6(4), 5:7, 5:7.
W ramach Australian Open wzięła udział także w zawodach gry mieszanej wraz z Łukaszem Kubotem, pokonując w pierwszej rundzie parę Ellen Perez–Luke Saville 6:4, 7:5, a w drugiej duet Chan Hao-ching–Michael Venus 6:2, 6:3. Polski duet odpadł w ćwierćfinale po przegranym pojedynku z parą Astra Sharma–John-Patrick Smith 6:3, 6:7(4), 3–10.
Na początku lutego wraz z prowadzoną przez Dawida Celta reprezentacją Polski, będącą w grupie ze Słowenią, Turcją i Szwecją, rozpoczęła rozgrywki kwalifikacyjne w Pucharze Federacji w Luksemburgu, wygrywając wszystkie trzy mecze kolejno ze Słowenką Niką Radišić 6:2, 6:1, Turczynką Berfu Cengiz 6:3, 6:0 i Szwedką Mirjam Björklund 7:5, 4:6, 6:3. Tym samym reprezentacja Polski zapewniła sobie awans do fazy play-offów. Pod koniec miesiąca rozpoczęła zawody w grze pojedynczej w turnieju w Dosze, pokonując w pierwszej rundzie Donnę Vekić 6:4, 7:5. W drugiej rundzie uległa jednak Swietłanie Kuzniecowej 2:6, 2:6 i odpadła z turnieju.
W wielkoszlemowym US Open w pierwszej rundzie pokonała rozstawioną z numerem 29. Wieronikę Kudiermietową 6:3, 6:3, następnie Sachię Vickery 6:7(5), 6:3, 6:4, a w trzeciej rundzie przegrała z Wiktoryją Azaranką 4:6, 2:6.
We French Open wyeliminowała w pierwszej rundzie rozstawioną z numerem 15. Markétę Vondroušovą 6:1, 6:2. W kolejnych meczach pokonała Hsieh Su-wei 6:1, 6:4 i Eugenie Bouchard 6:3, 6:2, dochodząc tym samym do czwartej rundy, w której ponownie spotkała się z najwyżej rozstawioną Simoną Halep. Wygrywając 6:1, 6:2, zrewanżowała się za porażkę 1:6, 0:6 sprzed roku. W ćwierćfinale zwyciężyła Martinę Trevisan 6:3, 6:1, a w półfinale Nadię Podoroską 6:2, 6:1. W meczu finałowym pokonała rozstawioną z numerem 4. Sofię Kenin 6:4, 6:1, zostając pierwszym polskim zwycięzcą turnieju wielkoszlemowego w grze pojedynczej. Wystartowała również na kortach Rolanda Garrosa w grze podwójnej z Nicole Melichar, pokonując w pierwszej rundzie parę Xenia Knoll–Danka Kovinić 6:1, 6:3, w następnej Laurę Siegemund i Wierę Zwonariową (skreczowały przy stanie 6:3). W trzeciej rundzie pokonały rozstawione z numerem 6. Květę Peschke i Demi Schuurs 6:3, 6:4, a w ćwierćfinale Asię Muhammad i Jessicę Pegulę 6:3, 6:4. Debel odpadł w półfinale po przegranym pojedynku z parą Alexa Guarachi–Desirae Krawczyk 6:7(5), 6:1, 4:6.
10 października poinformowała o zakończeniu gry w sezonie 2020 i planowanym powrocie w sezonie 2021.
W dniach 7–8 grudnia WTA powiadomiła o przyznaniu jej dwóch spośród kilku najważniejszych dorocznych nagród przydzielanych przez tę organizację: WTA Fan Favorite (dla ulubionej zawodniczki z punktu widzenia kibiców) oraz WTA Most Improved Player of the Year (dla zawodniczki, która w ciągu minionego sezonu uczyniła największy postęp w swoim poziomie gry). Nadto jej główny trener Piotr Sierzputowski otrzymał nagrodę WTA Coach of the Year (dla najlepszego trenera tenisowego na przestrzeni ocenianego roku). Sezon zakończyła na 17. miejscu w rankingu WTA.

#### 2021

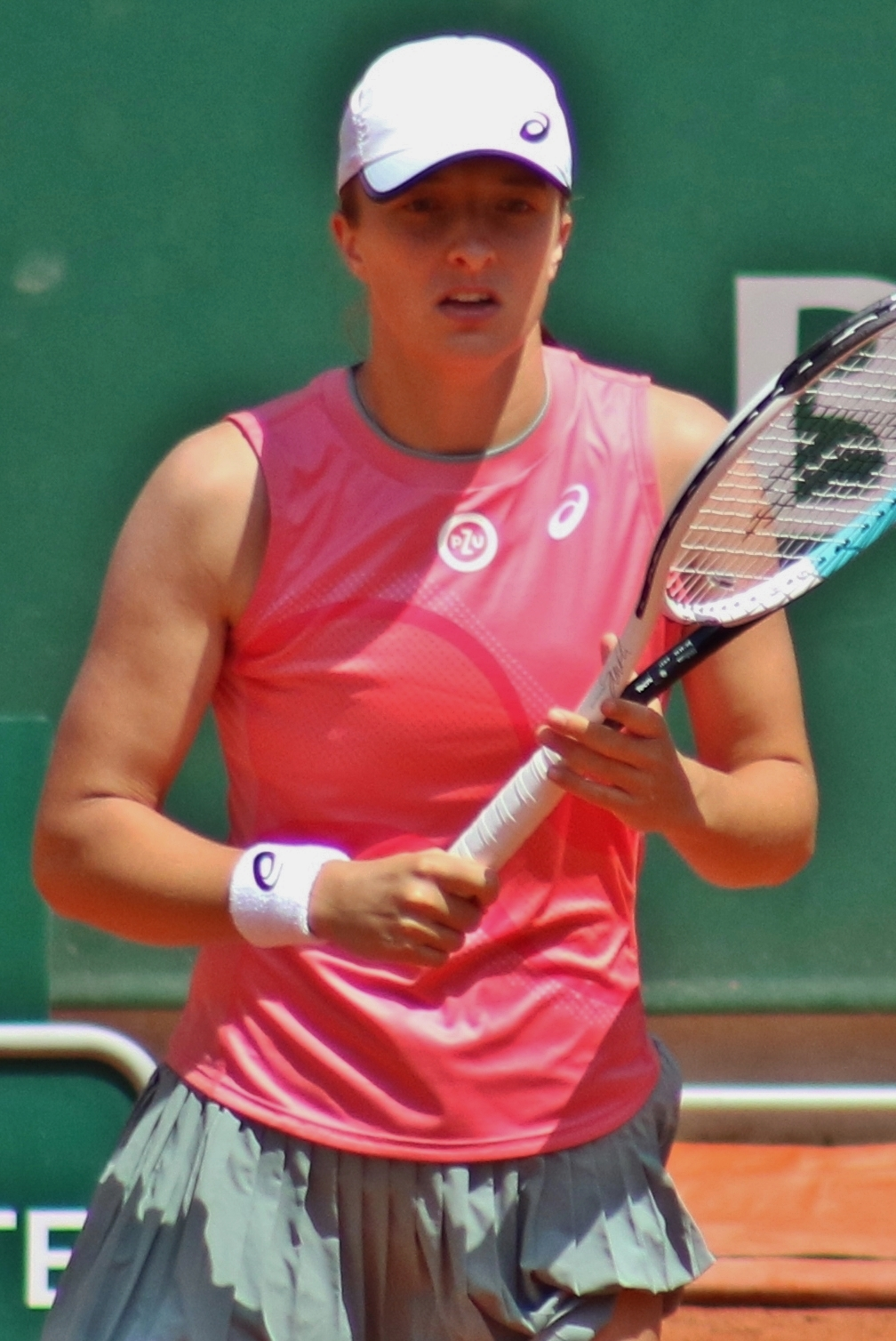
Iga Świątek (2021)

9 stycznia w ramach organizowanego przez „Przegląd Sportowy” Plebiscytu na 10 Najlepszych Sportowców Polski 2020 roku zajęła 2. miejsce (za Robertem Lewandowskim).
Sezon rozpoczęła od gry w turnieju w Melbourne. Dzięki tzw. wolnemu losowi zmagania zaczęła od drugiej rundy, w której pokonała Kaję Juvan 2:6, 6:2, 6:1, jednak w trzeciej uległa Jekatierinie Aleksandrowej 4:6, 2:6. Kolejnym turniejem był Australian Open, w którym w pierwszej rundzie pokonała Arantxę Rus 6:1, 6:3. W drugiej rundzie wygrała z Camilą Giorgi 6:2, 6:4, a w trzeciej rundzie pokonała Fionę Ferro 6:4, 6:3. W meczu o ćwierćfinał uległa Simonie Halep 6:3, 1:6, 4:6. W zawodach gry mieszanej razem z Łukaszem Kubotem pokonali w pierwszym meczu parę Astra Sharma–John-Patrick Smith 5:7, 7:6(6), 10–6, natomiast w kolejnym spotkaniu ulegli mikstowi Hayley Carter–Sander Gillé 4:6, 1:6.
Kolejnym startem Świątek były zawody w Adelaide, w których została rozstawiona z numerem 5. W pierwszej rundzie pokonała Madison Brengle 6:3, 6:4, w drugiej natomiast wygrała z Maddison Inglis 6:1, 6:3. W ćwierćfinale pokonała Danielle Collins po kreczu przy stanie 6:2, 3:0, a w półfinale zwyciężyła z Jil Teichmann 6:3, 6:2. W meczu mistrzowskim triumfowała 6:2, 6:2 nad Belindą Bencic, tym samym sięgając po drugi w karierze tytuł zawodów cyklu WTA Tour.
Następnie wzięła udział w turnieju w Dubaju jako rozstawiona z numerem 8. Zawody rozpoczęła od drugiej rundy, w której wygrała z Misaki Doi 6:2, 6:4. W trzeciej rundzie uległa Garbiñe Muguruzie 0:6, 4:6. Udział w singlowej rywalizacji podczas turnieju rangi WTA 1000 w Miami polska tenisistka, rozstawiona z numerem 15., zakończyła na trzeciej rundzie, po zwycięstwie 6:4, 6:2 z Barborą Krejčíkovą i porażce 4:6, 6:2, 2:6 z Aną Konjuh.
W turnieju w Madrycie Świątek dotarła do trzeciej rundy, wcześniej wygrywając z Alison Riske i Laurą Siegemund. W meczu o ćwierćfinał przegrała z liderką rankingu Ashleigh Barty 5:7, 4:6. Kolejnym startem były rozgrywki w Rzymie, w których została rozstawiona z numerem 15. W pierwszej rundzie pokonała Alison Riske po kreczu rywalki przy stanie 5:4, w drugiej pokonała Madison Keys 7:5, 6:1, a w trzeciej rundzie wygrała z Barborą Krejčíkovą 3:6, 7:6(5), 7:5. W ćwierćfinale zwyciężyła z rozstawioną z numerem szóstym Eliną Switoliną 6:2, 7:5, a w półfinale pokonała Coco Gauff 7:6(3), 6:3. W meczu mistrzowskim triumfowała 6:0, 6:0 nad byłą liderką rankingu Karolíną Plíškovą, tym samym sięgając po trzeci w karierze tytuł zawodów cyklu WTA Tour i pierwszy tytuł rangi WTA 1000.
Po turnieju w Rzymie przystąpiła do udziału we French Open w grze pojedynczej oraz podwójnej. W singlu rozstawiona z numerem 8. bez straty seta przeszła przez pierwsze rundy turnieju, po drodze pokonując Kaję Juvan 6:0, 7:5, Rebeccę Peterson 6:1, 6:1, Anett Kontaveit 7:6(4), 6:0 oraz Martę Kostiuk 6:3, 6:4. W ćwierćfinale uległa rozstawionej z numerem 17. Marii Sakari 4:6, 4:6. W grze podwójnej w parze z Bethanie Mattek-Sands została rozstawiona z numerem 14. i dotarła do finału imprezy. Polka i Amerykanka pokonały Aubane Droguet i Sélénę Janicijevic 6:0, 6:1, następnie Annę-Lenę Friedsam i Wang Yafan 7:5, 6:3, w trzeciej rundzie najwyżej rozstawione Hsieh Su-wei i Elise Mertens 5:7, 6:4, 7:5, w ćwierćfinale parę rozstawioną z numerem 11. – Dariję Jurak i Andreję Klepač 6:3, 6:2 oraz w półfinale Irinę-Camelię Begu i Nadię Podoroską 6:3, 6:4. W finale uległy parze oznaczonej numerem drugim, Barborze Krejčíkovej i Kateřinie Siniakovej 4:6, 2:6.
Okres gry na kortach trawiastych zainaugurowała udziałem w turnieju w Eastbourne. W pierwszej rundzie pokonała Heather Watson 6:3, 6:7(4), 7:5, w drugim meczu zaś uległa Darji Kasatkinie 6:4, 0:6, 1:6. Podczas Wimbledonu pokonała bez straty seta Hsieh Su-wei, Wierę Zwonariową i Irinę-Camelię Begu, a w czwartej rundzie przegrała z Ons Jabeur 7:5, 1:6, 1:6. Osiągnięty rezultat pozwolił Polce awansować w rankingu WTA na ósmą pozycję, najwyższą w dotychczasowej karierze.
Po Wimbledonie zagrała na igrzyskach olimpijskich. W pierwszej rundzie singla pokonała Monę Barthel 6:2, 6:2. W kolejnej rundzie Polka uległa Pauli Badosie 3:6, 6:7(4). W duecie z Łukaszem Kubotem wystąpiła też w turnieju miksta. Ich przeciwnikami byli Francuzi Fiona Ferro i Pierre-Hugues Herbert. Polska para wygrała mecz 6:3, 7:6(3). W pojedynku ćwierćfinałowym Kubot i Świątek przegrali z reprezentantami Rosyjskiego Komitetu Olimpijskiego – Jeleną Wiesniną i Asłanem Karacewem 4:6, 4:6.
W kolejnym turnieju na twardej nawierzchni, w Cincinnati, była rozstawiona z numerem 6., co dało jej wolny los w pierwszej rundzie. W drugiej uległa jednak Ons Jabeur 3:6, 3:6. Następnie przystąpiła jako rozstawiona z numerem 7. do US Open. Doszła do czwartej rundy, w której 7:6(12), 6:3 pokonała ją Belinda Bencic. Po drodze pokonała Jamie Loeb 6:3, 6:4, Fionę Ferro 3:6, 7:6(3), 6:0 oraz Anett Kontaveit 6:3, 4:6, 6:3.
Następnie w Ostrawie po raz pierwszy wystartowała jako najwyżej rozstawiona w turnieju rangi WTA 500. W pierwszej rundzie skorzystała z wolnego losu, a w kolejnych dwóch pokonała tenisistki z Kazachstanu: Juliję Putincewę 6:4, 6:4 oraz Jelenę Rybakinę 7:6(5), 6:2. W półfinale uległa jednak rozstawionej z czwórką Marii Sakari 4:6, 5:7. Zdobyte punkty pozwoliły jej awansować na najwyższe w karierze, czwarte miejsce w rankingu WTA.
Tak wysokie miejsce w rankingu pozwoliło jej na rozstawienie z nr 2. i wolny los w pierwszej rundzie turnieju w Indian Wells. W rudzie drugiej pokonała Petrę Martić 6:1, 6:2, a w trzeciej Wieronikę Kudiermietową 6:1, 6:0, jednak w czwartej rundzie uległa zwyciężczyni French Open 2017 – Jeļenie Ostapenko – 4:6, 3:6.
Zdobyte w 2021 punkty rankingowe pozwoliły jej, jako drugiej Polce w historii, wystąpić w WTA Finals, które odbyły się w meksykańskiej Guadalajarze. W czteroosobowej grupie poniosła dwie porażki – z Marią Sakari 2:6, 4:6 i Aryną Sabalenką 6:2, 2:6, 5:7 – oraz odniosła jedno zwycięstwo – z Paulą Badosą 7:5, 6:4. Rok 2021 zakończyła na 9. miejscu w rankingu.
4 grudnia 2021 Iga Świątek zakończyła współpracę z trenerem Piotrem Sierzputowskim, który trenował tenisistkę przez okres ponad pięciu lat. Nowym trenerem został Tomasz Wiktorowski, który wcześniej pełnił funkcję trenera m.in. Agnieszki Radwańskiej.

#### 2022
Sezon rozpoczęła od startu w turnieju w Adelaide, gdzie broniła tytułu. Po zwycięstwach w trzech pierwszych rundach nad Darią Saville 6:3, 6:3, Leylah Fernandez 6:1, 6:2 i Wiktoryją Azaranką 6:3, 2:6, 6:1, w półfinale musiała uznać wyższość liderki rankingu Ashleigh Barty 2:6, 4:6.
Do pierwszego wielkoszlemowego turnieju sezonu, Australian Open, przystąpiła jako rozstawiona z numerem 7. W pierwszej rundzie pokonała kwalifikantkę Harriet Dart 6:3, 6:0, w drugiej Rebeccę Peterson 6:2, 6:2, a w trzeciej Darję Kasatkinę 6:2, 6:3. Dzięki tym wynikom awansowała po raz szósty z rzędu do drugiego tygodnia turnieju wielkoszlemowego. W czwartej rundzie jej rywalką była Sorana Cîrstea, z którą pojedynek wygrała 5:7, 6:3, 6:3. Turniej zakończyła półfinałową porażką z Danielle Collins 4:6, 1:6, po drodze pokonując w ćwierćfinale Kaię Kanepi 4:6, 7:6(2), 6:3. Dzięki punktom zdobytym na australijskich kortach ponownie osiągnęła 4. miejsce w rankingu WTA.
W pierwszym meczu turnieju WTA 500 w Dubaju pokonała Darję Kasatkinę 6:1, 6:2, ale w następnej rundzie przegrała z Jeleną Ostapenko 6:4, 1:6, 6:7(4).
W pierwszym w ciągu roku turnieju WTA 1000, w Dosze, w pierwszej rundzie miała wolny los. W meczu II rundy z Viktoriją Golubic zwyciężyła 6:2, 3:6, 6:2. W III rundzie triumfowała nad Darją Kasatkiną 6:3, 6:0. W ćwierćfinale zmierzyła się z wiceliderką światowego rankingu, Aryną Sabalenką, odnosząc zwycięstwo 6:2, 6:3. W półfinale nastąpił pojedynek z Marią Sakari, z którą do tej pory Polka nie wygrała ani jednego z trzech rozegranych spotkań. Mecz zakończył się wynikiem 6:4, 6:3, dzięki czemu po raz drugi w karierze awansowała do finału turnieju WTA rangi 1000. Jej rywalką była Anett Kontaveit, którą Polka pokonała 6:2, 6:0, zdobywając drugi tytuł mistrzowski w turnieju tej rangi. Dzięki temu zwycięstwu Iga Świątek wróciła na 4. miejsce w światowym rankingu, wyrównując swój dotychczasowy rekord.
Następnie przystąpiła do zawodów w Indian Wells rozpoczynając zmagania od drugiej rundy, w której pokonała Anhelinę Kalininę 5:7, 6:0, 6:1. Kolejny mecz z Clarą Tauson zakończył się wynikiem 6:7(3), 6:2, 6:1. W czwartej rundzie pokonała Angelique Kerber 4:6, 6:2, 6:3. W ćwierćfinale wygrała z Madison Keys 6:1, 6:0, a w półfinale zwyciężyła Simonę Halep 7:6(6), 6:4. Finałową przeciwniczką była Maria Sakari, którą Polka pokonała 6:4, 6:1. Po turnieju awansowała na pozycję wiceliderki rankingu singlowego.
Na turnieju w Miami była rozstawiona z numerem 2. i zmagania rozpoczęła od drugiej rundy, w której pokonała Viktoriję Golubic 6:2, 6:0. Kolejno wygrywała następnie z: Madison Brengle 6:0, 6:3, Coco Gauff 6:3, 6:1, w ćwierćfinale z Petrą Kvitovą 6:3, 6:3, w półfinale zaś Jessicą Pegulą 6:2, 7:5. W finale zwyciężyła z Naomi Ōsaką 6:4, 6:0, jako czwarta zawodniczka w historii zdobywając tzw. Sunshine Double (zwycięstwo w obydwu amerykańskich wiosennych turniejach rangi 1000). Po turnieju jako pierwsza Polka w historii awansowała na pozycję liderki rankingu WTA.
W kwietniu wzięła udział w turnieju w Stuttgarcie, będąc rozstawiona z nr 1. Podczas zawodów pokonała kolejno: Evę Lys 6:1, 6:1, Emmę Raducanu 6:4, 6:4, w półfinale Ludmiłę Samsonową 6:7(4), 6:4, 7:5 i w finale Arynę Sabalenkę 6:2, 6:2. Iga Świątek wygrała tym samym czwarty turniej WTA z rzędu i umocniła się na pozycji liderki rankingu WTA.
W pierwszej połowie maja wzięła udział w zawodach w Rzymie, gdzie broniła tytułu zdobytego przed rokiem. Wystartowała najwyżej rozstawiona i pokonywała kolejno od drugiej rundy zaczynając: Elenę-Gabrielę Ruse 6:3, 6:0, Wiktoryję Azarankę 6:4, 6:1, Biancę Andreescu 7:6(2), 6:0. W półfinale wygrała z Aryną Sabalenką 6:2, 6:1 (zostając siódmą zawodniczką, która dotarła do dwóch finałów w Rzymie przed ukończeniem 21. roku życia), w finale zaś pokonała Ons Jabeur 6:2, 6:2. Zdobyła w ten sposób piąty z rzędu tytuł WTA, w tym czwarty w kategorii WTA 1000, jako druga zawodniczka w XXI w. (po Serenie Williams). Tym samym przedłużyła passę wygranych meczów z rzędu do 28. (czwarta najdłuższa seria w tym stuleciu).
Następnym turniejem rozgrywanym przez liderkę rankingu był wielkoszlemowy French Open. Rozstawiona z numerem 1. w pierwszych czterech rundach Świątek odniosła zwycięstwa w meczach z: Łesią Curenko 6:2, 6:0, Alison Riske 6:0, 6:2, Danką Kovinić 6:3, 7:5 oraz Zheng Qinwen 6:7(5), 6:0, 6:2. W ćwierćfinale zmierzyła się z Jessicą Pegulą, którą pokonała 6:3, 6:2. W półfinale mecz z Darją Kasatkiną zakończył się wynikiem 6:2, 6:1 na korzyść Polki. W finale zmierzyła się z osiemnastoletnią Coco Gauff, odnosząc po 68 minutach zwycięstwo 6:1, 6:3 i tym samym dołączając do grona dziesięciu zawodniczek, które wygrały więcej niż jeden raz turniej im. Rolanda Garrosa. Finał francuskiego turnieju był 35. spotkaniem z rzędu wygranym przez Świątek. Wyrównała nim osiągnięcie Venus Williams i wyprzedziła Serenę Williams.
Kolejnym turniejem, w którym wzięła udział, był Wimbledon. W pierwszej rundzie pokonała Janę Fett 6:0, 6:3, w drugiej rundzie Lesley Pattinamę Kerkhove 6:4, 4:6, 6:3, ustanawiając swój rekord 37 spotkań bez porażki i zrównała się z Martiną Hingis. W 3. rundzie przegrała z Alizé Cornet 4:6, 2:6.
Pod koniec lipca wystąpiła w turnieju WTA 250 w Warszawie, pokonując w pierwszym spotkaniu Magdalenę Fręch 6:1, 6:2. W kolejnym meczu pokonała Gabrielę Lee 6:3, 6:2, a w ćwierćfinale przegrała z Caroline Garcią 1:6, 6:1, 4:6.
Następnie wzięła udział w turnieju w Toronto. W pierwszej rundzie miała wolny los, w drugiej pokonała Ajlę Tomljanović 6:1, 6:2. W 3. rundzie przegrała z Beatriz Haddad Maią 4:6, 6:3, 5:7.
Tydzień później w Cincinnati zmagania również zaczęła od drugiej rundy, w której pokonała Sloane Stephens 6:4, 7:5. W 3. rundzie uległa Madison Keys 3:6, 4:6.
Podczas wielkoszlemowego US Open liderka rankingu w pierwszych czterech rundach odniosła zwycięstwa w meczach z: Jasmine Paolini 6:3, 6:0, Sloane Stephens 6:3, 6:2, Lauren Davis 6:3, 6:4 oraz Jule Niemeier 2:6, 6:4, 6:0. W ćwierćfinale trafiła na Jessicę Pegulę, którą pokonała 6:3, 7:6(4). W półfinale zmierzyła się z Aryną Sabalenką, którą pokonała w trzech setach: 3:6, 6:1, 6:4. W finale pokonała Ons Jabeur wynikiem 6:2, 7:6(5). Zdobyła w ten sposób swój dziesiąty tytuł w cyklu WTA Tour oraz trzeci tytuł wielkoszlemowy. Świątek została pierwszą polską triumfatorką US Open.
Po tym turnieju udała się do Ostrawy, gdzie zmagania zaczęła od drugiej rundy, w której pokonała Ajlę Tomljanović po kreczu 7:5, 2:2. W ćwierćfinale zmierzyła się z Catherine McNally, którą pokonała 6:4, 6:4. W półfinale trafiła na Jekatierinę Aleksandrową, którą pokonała w trzech setach 7:6(5), 2:6, 6:4. W finale przegrała z Barborą Krejčíkovą 7:5, 6:7(4), 3:6.
Następnym turniejem Świątek był turniej w San Diego, w którym również miała wolny los. W drugiej rundzie pokonała Zheng Qinwen 6:4, 4:6, 6:1. W ćwierćfinale zwyciężyła Coco Gauff 6:0, 6:3, a w półfinale rozprawiła się z Jessicą Pegulą 4:6, 6:2, 6:2. W finale mierzyła się z Donną Vekić, którą pokonała wynikiem 6:3, 3:6, 6:0. Zdobyła tym samym swój jedenasty tytuł w cyklu WTA w karierze oraz ósmy w sezonie.
Sezon zakończyła startem w Turnieju Mistrzyń rozgrywanym w Fort Worth, do którego przystąpiła jako najwyżej rozstawiona. Trafiła do grupy „Tracy Austin” wraz z: Coco Gauff, Caroline Garcia oraz Darją Kasatkiną. W zmaganiach grupowych pokonała wszystkie przeciwniczki: Darię Kasatkinę 6:2, 6:3, Caroline Garcię 6:3, 6:2 a Coco Gauff 6:3, 6:0. Zmagania w WTA Finals 2022 zakończyła na etapie półfinału, w którym przegrała z Aryną Sabalenką 2:6, 6:2, 1:6.
Sezon 2022 zakończyła na 1. miejscu w rankingu.

#### 2023
Sezon rozpoczęła udziałem w rozgrywkach United Cup. Wygrała wszystkie swoje mecze w fazie grupowej oraz w finale miasta Brisbane. W półfinale lepsza okazała się Jessica Pegula, natomiast Stany Zjednoczone zwyciężyły w konfrontacji z Polską i awansowały do finału.
Kolejnym turniejem był wielkoszlemowy Australian Open, w którym Świątek grała z nr 1. W pierwszych trzech rundach pokonała kolejno Jule Niemeier 6:4, 7:5, Camilę Osorio 6:2, 6:3 i Cristinę Bucșę 6:0, 6:1. Zmagania zakończyła na czwartej rundzie przegrywając z Jeleną Rybakiną 4:6, 4:6.
Kolejnym startem Polki był turniej rangi WTA 500 w Dosze, gdzie broniła wywalczonego rok wcześniej tytułu. W pierwszej rundzie miała wolny los. W meczu drugiej rundy pokonała Danielle Collins 6:0, 6:1. W ćwierćfinale jej rywalka, Belinda Bencic, poddała mecz walkowerem. W półfinale Polka zmierzyła się z Wieroniką Kudiermietową, odnosząc zwycięstwo 6:0, 6:1. W finale jej rywalką była Jessica Pegula, którą Polka pokonała 6:3, 6:0. Był to dwunasty tytuł Świątek w turniejach WTA, po raz drugi w karierze udało jej się przy tym obronić tytuł sprzed roku. W drodze po tytuł straciła tylko 5 gemów i tym samym pobiła rekord Chris Evert, która w 1981 roku w Lugano straciła siedem gemów w drodze po tytuł.
Następnie Polka udała się na turniej rangi WTA 1000 w Dubaju. W pierwszej rundzie miała wolny los. W drugiej rundzie pokonała Leylah Fernandez 6:1, 6:1, a w trzeciej Ludmiłę Samsonową 6:1, 6:0. W ćwierćfinale jej rywalka, Karolína Plíšková poddała mecz walkowerem. W półfinale Świątek pokonała Coco Gauff 6:4, 6:2, dochodząc do swojego 15 finału w karierze. W finale zmierzyła się z Barborą Krejčíkovą przegrywając 4:6, 2:6.
Następnym startem Polki był turniej rangi WTA 1000 w Indian Wells, gdzie broniła tytułu sprzed roku. W pierwszej rundzie miała wolny los. W rundzie drugiej pokonała Claire Liu 6:0, 6:1. W meczu trzeciej rundy pokonała Biancę Andreescu 6:3, 7:6(1), a w czwartej rundzie Emmę Raducanu 6:3, 6:1. W meczu ćwierćfinałowym wygrała z Soraną Cîrsteą 6:2, 6:3. Udział w turnieju zakończyła na półfinale, przegrywając 2:6, 2:6 z Jeleną Rybakiną.
Następnym turniejem Polki miał być turniej rangi WTA 1000 w Miami, gdzie była rozstawiona z nr 1. i broniła tytułu sprzed roku. W drugiej rundzie miała rozegrać mecz z Claire Liu, jednak z powodu urazu żebra Polka wycofała się z turnieju przed rozpoczęciem rywalizacji.
Następnym, po ponad miesięcznej przerwie, turniejem Polki były zawody rangi WTA 500 w Stuttgarcie, gdzie broniła tytułu sprzed roku. W pierwszej rundzie miała wolny los. W drugiej pokonała Zheng Qinwen 6:1, 6:4. W ćwierćfinale zwyciężyła Karolínę Plíškovą 4:6, 6:1, 6:2. W półfinale zmierzyła się z Ons Jabeur, która poddała mecz przy stanie 3:0 z powodu kontuzji. W finale zmierzyła się z wiceliderką rankingu WTA Aryną Sabalenką, którą pokonała 6:3, 6:4. Był to trzynasty w karierze i drugi w sezonie wygrany turniej przez Świątek. Po raz trzeci w karierze udało jej się obronić tytuł zdobyty rok wcześniej.
Kolejnym startem Polki był turniej rangi WTA 1000 w Madrycie. W pierwszej rundzie Polka miała wolny los. W następnych trzech rundach pokonała kolejno Julię Grabher 6:3, 6:2, Bernardę Perę 6:3, 6:2 i Jekatierinę Aleksandrową 6:4, 6:7(3), 6:3. W ćwierćfinale pokonała Petrę Martić 6:0, 6:3, a w półfinale Wieronikę Kudiermietową 6:1, 6:1. W finale, w drugim turnieju z rzędu, zmierzyła się z Aryną Sabalenką, tym razem przegrywając 3:6, 6:3, 3:6.
Natępnym startem był turniej rangi WTA 1000 w Rzymie gdzie Świątek broniła tytułu. W pierwszej rundzie Polka miała wolny los. W drugiej rundzie zmierzyła się z Anastasiją Pawluczenkową którą pokonała 6:0, 6:0. W trzeciej rundzie pokonała Łesię Curenko 6:2, 6:0, a w czwartej rundzie Donnę Vekić 6:3, 6:4. Zmagania zakończyła na ćwierćfinale w którym przegrała z Jeleną Rybakiną 6:2, 6:7(3), 2:2 krecz, poddając mecz w trzecim secie z powodu kontuzji prawego uda.
Kolejnym startem Polki był wielkoszlemowy French Open, w którym Świątek broniła tytułu sprzed roku. W pierwszych czterech rundach pokonała kolejno Cristinę Bucșę 6:4, 6:0, Claire Liu 6:4, 6:0, Wang Xinyu 6:0, 6:0 i Łesię Curenko 5:1 krecz. W ćwierćfinale pokonała zeszłoroczną finalistkę turnieju Coco Gauff 6:4, 6:2. W półfinale pokonała Beatriz Haddad Maię 6:2, 7:6(7). W finale zmierzyła się z Karolíną Muchovą, którą pokonała 6:2, 5:7, 6:4. Był to czwarty wielkoszlemowy tytuł Świątek i trzeci zdobyty na kortach im. Rolanda Garrosa. Polka jest pierwszą zawodniczką od 2007 roku, której udało się obronić tytuł na French Open. Był to czternasty tytuł Polki w karierze i trzeci w sezonie.
Następnie Polka debiutowała w turnieju rangi WTA 250 w Bad Homburg vor der Höhe, który był jej pierwszym turniejem na kortach trawiastych w tym sezonie. W pierwszym meczu pokonała Tatjanę Marię 5:7, 6:2, 6:0, a w kolejnej rundzie wygrała z Jil Teichmann 6:3, 6:1. W ćwierćfinale Polka wygrała z Anną Blinkową 6:3, 6:2. Ze względu na zatrucie pokarmowe Świątek nie była w stanie zagrać w półfinale i wycofała się z turnieju.
Następnie jako najwyżej rozstawiona rozpoczęła zmagania na Wimbledonie. Pokonała w nich Zhu Lin 6:1, 6:3, Sarę Sorribes Tormo 6:2, 6:0, Petrę Martić 6:2, 7:5 oraz w czwartej rundzie Belindę Bencic 6:7(4), 7:6(2), 6:3, obroniwszy piłki meczowe. Po raz pierwszy w karierze awansowała do ćwierćfinału tego turnieju, jednak przegrała w nim z Eliną Switoliną 5:7, 7:6(5), 2:6.

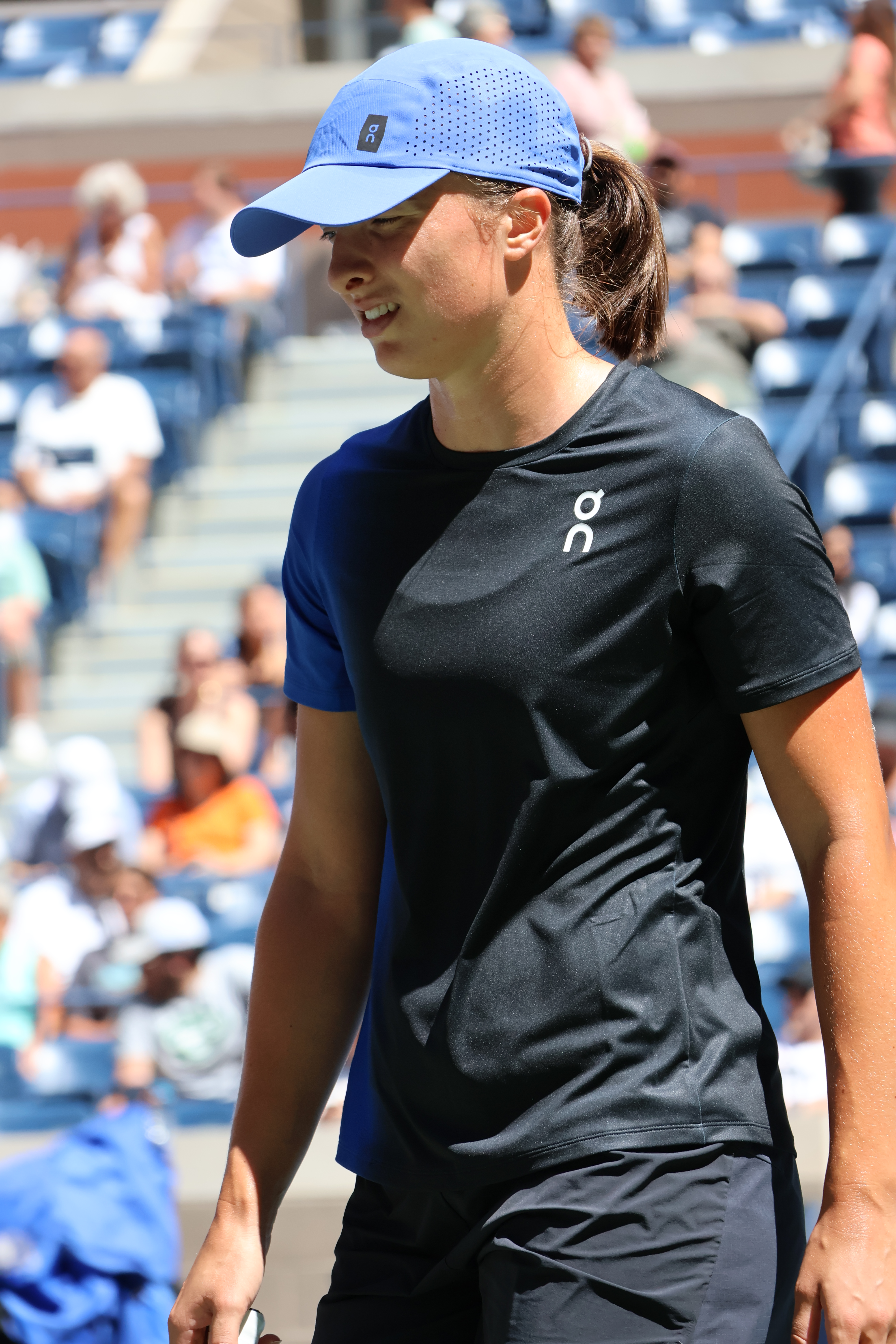
Świątek podczas US Open 2023

Do gry na kortach twardych powróciła podczas turnieju WTA 250 w Warszawie. W pierwszym meczu pokonała Niginę Abduraimovą 6:4, 6:3, a następnie Claire Liu 6:2, 6:2 i Lindę Noskovą 6:1, 6:4. W półfinale zwyciężyła z Yaniną Wickmayer 6:1, 7:6(6). W finale wygrała z Laurą Siegemund 6:0, 6:1, tym samym zdobywając pierwszy w karierze tytuł zawodów tej rangi.
W kolejnych tygodniach uczestniczyła w rozgrywkach rangi WTA 1000 w Ameryce Północnej. W turnieju w Montrealu Polka zaczęła zmagania od drugiej rundy, zwyciężając kolejno z Karolíną Plíškovą 7:6(6), 6:2, Karolíną Muchovą 6:1, 4:6, 6:4 oraz Danielle Collins 6:3, 4:6, 6:2. W półfinale liderka rankingu uległa rozstawionej z numerem 4. Jessice Peguli 2:6, 7:6(4), 4:6.
W rywalizacji w Cincinnati w spotkaniu drugiej rundy pokonała Danielle Collins z wynikiem 6:1, 6:0. Następnie wygrała z Zheng Qinwen 3:6, 6:1, 6:1 oraz z Markétą Vondroušovą 7:6(3), 6:1. W półfinale przegrała z rozstawioną z numerem 7. Coco Gauff 6:7(2), 6:3, 4:6, jednocześnie osiągając swój najlepszy rezultat w tym turnieju.
Następnym turniejem Polki było wielkoszlemowe US Open w którym rozstawiona z numerem 1. broniła punktów za zeszłoroczne zwycięstwo. W pierwszych trzech rundach pokonała kolejno Rebeccę Peterson 6:0, 6:1, Darię Saville 6:3, 6:4 i Kaję Juvan 6:0, 6:1. W czwartej rundzie przegrała z Jeļeną Ostapenko 6:3, 3:6, 1:6. Nieobronione punkty sprzed roku sprawiły, że po 75. tygodniach przestała być liderką rankingu WTA.
Trzy tygodnie później została najwyżej rozstawiona w turnieju rangi WTA 500 w Tokio. Zmagania zaczęła od drugiej rundy, w której pokonała Mai Hontamę 6:4, 7:5. W ćwierćfinale przegrała z rozstawioną z numerem 8. Wieroniką Kudiermietową 2:6, 6:2, 4:6.
Następnie zaczęła rywalizację w turnieju rangi WTA 1000 w Pekinie, rozstawiona z numerem 2. Kolejno pokonała Sarę Sorribes Tormo 6:4, 6:3, Warwarę Graczową 6:4, 6:1 i Magdę Linette 6:1, 6:1. W ćwierćfinale pokonała Caroline Garcię 6:7(8), 7:6(5), 6:1. W półfinale trafiła na rozstawioną z numerem 3. Coco Gauff, pokonując ją 6:2, 6:3. W finale zmierzyła się z Ludmiłą Samsonową, którą pokonała 6:2, 6:2, tym samym zdobywając 16. singlowy tytuł WTA.
Świątek sezon kończyła udziałem w zawodach WTA Finals w Cancún. W fazie grupowej pokonała Markétę Vondroušovą 7:6(3), 6:0; Coco Gauff 6:0, 7:5 oraz Ons Jabeur 6:1, 6:2, a w półfinale wygrała z najwyżej rozstawioną Aryną Sabalenką 6:3, 6:2. W finale pokonała rozstawioną z numerem 5. Jessicę Pegulę 6:1, 6:0, tym samym zdobyła pierwszy w karierze tytuł w rozgrywkach WTA Finals. Zdobyte punkty pozwoliły Polce, po 8 tygodniach liderowania Aryny Sabalenki, powrócić na 1. miejsce w rankingu WTA i drugi rok z rzędu zakończyć sezon jako liderka rankingu.

#### 2024
Na początku roku wystąpiła w drużynowych rozgrywkach United Cup. W obu konfrontacjach fazy grupowej wygrywała w spotkaniach singla i miksta. W ćwierćfinale i półfinale, w których rywalizowała jedynie w grze pojedynczej, pokonała swoje przeciwniczki. W meczu singlowym w finale zawodów pokonała Angelique Kerber 6:3, 6:0, ale w parze z Hubertem Hurkaczem ulegli w spotkaniu miksta 4:6, 7:5, 4–10 z parą Laura Siegemund–Alexander Zverev.
Kolejnym turniejem był wielkoszlemowy Australian Open, w którym grała z pierwszym numerem. W pierwszych dwóch rundach pokonała kolejno Sofię Kenin 7:6(2), 6:2 i Danielle Collins 6:4, 3:6, 6:4, a w trzeciej rundzie przegrała z Lindą Noskovą 6:3, 3:6, 4:6. Następnie w Dosze w drugiej rundzie pokonała Soranę Cîrsteę 6:1, 6:1, potem zwyciężyła Jekatierinę Aleksandrową 6:1, 6:4, w ćwierćfinale pokonała dwukrotną mistrzynię Wiktoryję Azarankę 6:4, 6:0. Do finału awansowała po walkowerze ze strony Karolíny Plíškovej. W meczu mistrzowskim pokonała 7:6(8), 6:2 Jelenę Rybakinę. Następnie w Dubaju pokonała kolejno Sloane Stephens, Elinę Switolinę i Zheng Qinwen, ulegając w półfinale Annie Kalinskiej 4:6, 4:6.
Następnie wystąpiła w turnieju w Indian Wells, gdzie pokonała Danielle Collins 6:3, 6:0, zrewanżowała się Lindzie Noskovej, z którą wygrała 6:4, 6:0. Następnie pokonała Juliję Putincewą 6:1, 6:2. W ćwierćfinale Caroline Wozniacki nie mogła dokończyć gry i poddała mecz przy stanie 6:4, 1:0, natomiast w półfinale pokonała Martę Kostiuk 6:2, 6:1. W finale Polka pokonała Marię Sakari 6:4, 6:0 i sięgnęła po 19. tytuł WTA Tour.
Następnie w Miami w drugiej rundzie pokonała Camilę Giorgi 6:1, 6:1, potem zaś Lindę Noskovą 6:7(7), 6:4, 6:4, a w czwartej rundzie przegrała z Jekatieriną Aleksandrową 4:6, 2:6.
W rundzie kwalifikacyjnej Pucharu Billie Jean King Polska zmierzyła się ze Szwajcarią, a Świątek wygrała z Simoną Waltert 6:3, 6:1 i Céline Naef 6:4, 6:3. Ostatecznie Polska wygrała 4:0 i dostała się do finałów w Sewilli.
Pierwszym turniejem na nawierzchni ceglanej w tym sezonie były zawody w Stuttgarcie. W pierwszym meczu zmierzyła się z Elise Mertens, wygrywając 6:3, 6:4, a w ćwierćfinale wygrała z Emmą Raducanu 7:6(2), 6:3. W półfinale przegrała z Jeleną Rybakiną 3:6, 6:4, 3:6, tym samym nie broniąc tytułu.
W Madrycie Świątek wygrała z Wang Xiyu, Soraną Cîrsteą, Sarą Sorribes Tormo i w ćwierćfinale z Beatriz Haddad Maią oraz w półfinale z Madison Keys. W meczu o trofeum pokonała 7:5, 4:6, 7:6(7) Arynę Sabalenkę, rewanżując jej się tym samym za ubiegłoroczną porażkę.
W zawodach w Rzymie wygrała bez straty seta z Bernardą Perą, Juliją Putincewą, Angelique Kerber, Madison Keys i Coco Gauff. W finale ponownie spotkała się z Sabalenką, również tym razem wygrywając z nią z wynikiem 6:2, 6:3.
We French Open Polka broniła tytułu zdobytego przed rokiem. W pierwszej rundzie wygrała z Léolią Jeanjean 6:1, 6:2. W kolejnym spotkaniu zmierzyła się z byłą liderką rankingu WTA oraz czterokrotną mistrzynią turniejów wielkoszlemowych, Naomi Ōsaką, zwyciężając z nią 7:6(1), 1:6, 7:5. W następnej rundzie pokonała Marie Bouzkovą 6:4, 6:2. W czwartej rundzie wygrała bez straty gema z Anastasiją Potapową. W ćwierćfinale wygrała 6:0, 6:2 z rozstawioną z numerem piątym Markétą Vondroušovą, w półfinale zaś pokonała 6:2, 6:4 Coco Gauff. W meczu mistrzowskim triumfowała 6:2, 6:1 nad Jasmine Paolini i zdobyła trzeci z rzędu oraz czwarty w karierze tytuł na kortach im. Rolanda Garrosa. Tym samym Polka została pierwszą zawodniczką od czasu Sereny Williams w 2013 roku, która w jednym sezonie wygrała turnieje w Madrycie, Rzymie oraz na French Open.
Kolejnym startem Polki był Wimbledon, w którym po zwycięstwach nad Sofią Kenin 6:3, 6:4 oraz Petrą Martić 6:4, 6:3 dotarła do trzeciej rundy turnieju, w której przegrała z Juliją Putincewą 6:3, 1:6, 2:6.
Podczas igrzysk olimpijskich w Paryżu zdobyła brązowy medal w grze pojedynczej. W drodze do półfinału pokonała kolejno: Irinę-Camelię Begu 6:2, 7:5, Diane Parry 6:1, 6:1, Wang Xiyu 6:3, 6:4, Danielle Collins 6:1, 2:6, 4:1 (krecz). W półfinale uległa późniejszej mistrzyni olimpijskiej Zheng Qinwen 2:6, 5:7, a w meczu o brąz pokonała Annę Karolínę Schmiedlovą 6:2, 6:1.
4 października 2024 Iga Świątek zakończyła współpracę z trenerem Tomaszem Wiktorowskim. Nowym trenerem został Belg Wim Fissette, który wcześniej pełnił funkcję trenera m.in. Naomi Ōsaki.
Pod koniec listopada International Tennis Integrity Agency (Międzynarodowa Agencja Uczciwości Tenisa) poinformowała, że w przeprowadzonym 12 sierpnia badaniu antydopingowym wykryto w organizmie Igi Świątek obecność niedozwolonego środka – trimetazydyny. Pozytywny wynik testu był spowodowany zanieczyszczeniem przyjmowanego przez tenisistkę leku na sen bez recepty (melatoniny). Organizacja uznała brak znaczącej winy lub zaniedbania ze strony Świątek, która zgodziła się na przyjęcie sankcji w postaci miesięcznego zawieszenia, w którego poczet zaliczono trzy tygodnie tymczasowego zawieszenia na przełomie września i października. 
W pełnym raporcie można przeczytać, że zanieczyszczenie leku musiało powstać podczas jego produkcji, a na etykiecie nie widniały żadne informacje o zawieraniu zabronionej substancji. Co więcej, testy antydopingowe wykonane 10 dni wcześniej (podczas Letnich Igrzysk Olimpijskich) oraz 15 dni później (podczas US Open), a także testy włosów dały wyniki negatywne, co oznacza, że zawodniczka nie mogła zażyć większej ilości zakazanego związku chemicznego niż ta, która znalazła się w zanieczyszczonych tabletkach. ITIA uznała, że sportowczyni nie przyjęła niedozwolonej substancji umyślnie, a konsultanci agencji – doktor Daniel Eichner i  profesor Peter Van Eenoo – uznali scenariusz przypadkowego przyjęcia substancji za wiarygodny naukowo.

#### 2025
Sezon rozpoczęła od udziału w wielkoszlemowym Australian Open, gdzie dotarła do półfinału, po drodze wygrywając kolejno z: Kateřiną Siniakovą 6:3, 6:4, Rebeccą Šramkovą 6:0, 6:2, Emmą Raducanu 6:1, 6:0 i Evą Lys 6:0, 6:1; w ćwierćfinale pokonała Emmę Navarro 6:1, 6:2, zaś w półfinale przegrała z Madison Keys 7:5, 1:6, 6(8):7.
Podobne wyniki odnotowała w dwóch turniejach rangi WTA 1000 rozgrywanych na Bliskim Wschodzie. W turnieju Qatar Ladies Open 2025 zwyciężyła Marię Sakkari 6:3, 6:2, Lindę Noskovą 6(1):7, 6:4, 6:4, w ćwierćfinale wygrała z Jeleną Rybakiną 6:2, 7:5, a w półfinale przegrała po raz kolejny z Jeļeną Ostapenko 3:6, 1:6. Z kolei w Dubai Tennis Championships wygrała z  Wiktorią Azarenką 6:0, 6:2 i Dajaną Jastremską 7:5, 6:0, a w ćwierćfinale przegrała z Mirrą Andriejewą 3:6, 3:6.
W marcu rozpoczęła zmagania w dwóch turniejach rangi WTA 1000 odbywających się w USA. W turnieju Indian Wells Masters pokonała Caroline Garcię 6:2, 6:0, Dajanę Jastremśką 6:0, 6:2, Karolinę Muchovą 6:1, 6:1, w ćwierćfinale wygrała z Zheng Qinwen, a w półfinale ponownie przegrała z Mirrą Andriejewą 6(1):7, 6:1, 4:6. Z kolei w Miami Open zwyciężyła z Caroline Garcią 6:2, 7:5, Elise Mertens 7:6(2), 6:1, Elina Switolina 7:6(5), 6:3, lecz w półfinale przegrała z Alexandrą Ealą 2:6, 5:7.
Po raz pierwszy w karierze wygrała turniej Wimbledon, pokonując w finale Amandę Anisimovą 6:0, 6:0. Trofeum „Naczynie Wenus” otrzymała z rąk księżnej Kate. Po tym zwycięstwie awansowała na trzecie miejsce w rankingu WTA. Świątek została pierwszą polską triumfatorką Wimbledonu. 
W sierpniu 2025 roku Świątek uczestniczyła w dwóch turniejach rangi WTA 1000 na twardych kortach. Najpierw w Canadian Open w Montrealu dotarła do 1/8 finału, gdzie przegrała z Dunką Clarą Tauson 6:7 (1-7), 3:6. Następnie wygrała turniej Cincinnati Open, w finale zwyciężając Jasmine Paolini 7:5 6:4.

## Historia występów wielkoszlemowych
Legenda
     W, wygrany turniej
     F, przegrana w finale
     SF, przegrana w półfinale
     QF, przegrana w ćwierćfinale
     xR, przegrana w x rundzie
     A, brak startu
     NH, turniej nie odbył się

### Występy w grze pojedynczej
| Australian Open        | A   | A   | A   | 2R | 4R | 4R | SF | 4R | 3R | SF | 0 / 7  | 22 – 7   |  |  |  |  |  |  |  |  |  |  |  |  |  |  |
| French Open            | A   | A   | A   | 4R | W  | QF | W  | W  | W  | SF | 4 / 7  | 40 – 3   |  |  |  |  |  |  |  |  |  |  |  |  |  |  |
| Wimbledon              | A   | A   | A   | 1R | NH | 4R | 3R | QF | 3R | W  | 1 / 6  | 18– 5    |  |  |  |  |  |  |  |  |  |  |  |  |  |  |
| US Open                | A   | A   | A   | 2R | 3R | 4R | W  | 4R | QF |    | 1 / 6  | 20 – 5   |  |  |  |  |  |  |  |  |  |  |  |  |  |  |
|                        |     |     |     |    |    |    |    |    |    |    |        |          |  |  |  |  |  |  |  |  |  |  |  |  |  |  |
| Ranking na koniec roku | 903 | 690 | 175 | 61 | 17 | 9  | 1  | 1  | 2  |    | 6 / 26 | 100 – 20 |  |  |  |  |  |  |  |  |  |  |  |  |  |  |

### Występy w grze podwójnej
| Australian Open        | A | A | A    | A   | A  | A  | A | A | A | A | 0 / 0 | 0 – 0  |  |  |  |  |  |  |  |  |  |  |  |  |  |  |  |
| French Open            | A | A | A    | A   | SF | F  | A | A | A | A | 0 / 2 | 9 – 2  |  |  |  |  |  |  |  |  |  |  |  |  |  |  |  |
| Wimbledon              | A | A | A    | A   | NH | A  | A | A | A | A | 0 / 0 | 0 – 0  |  |  |  |  |  |  |  |  |  |  |  |  |  |  |  |
| US Open                | A | A | A    | 2R  | A  | A  | A | A | A |   | 0 / 1 | 1 – 1  |  |  |  |  |  |  |  |  |  |  |  |  |  |  |  |
|                        |   |   |      |     |    |    |   |   |   |   |       |        |  |  |  |  |  |  |  |  |  |  |  |  |  |  |  |
| Ranking na koniec roku | – | – | 1097 | 453 | 75 | 41 | – | – | – |   | 0 / 3 | 10 – 3 |  |  |  |  |  |  |  |  |  |  |  |  |  |  |  |

### Występy w grze mieszanej
| Australian Open | A | A | A | 2R | QF | 2R | A | A | A | A | 0 / 3 | 4 – 3 |  |  |  |  |  |  |  |  |  |  |  |  |  |  |  |
| French Open     | A | A | A | A  | NH | A  | A | A | A | A | 0 / 0 | 0 – 0 |  |  |  |  |  |  |  |  |  |  |  |  |  |  |  |
| Wimbledon       | A | A | A | A  | NH | A  | A | A | A | A | 0 / 0 | 0 – 0 |  |  |  |  |  |  |  |  |  |  |  |  |  |  |  |
| US Open         | A | A | A | A  | NH | A  | A | A | A |   | 0 / 0 | 0 – 0 |  |  |  |  |  |  |  |  |  |  |  |  |  |  |  |
|                 |   |   |   |    |    |    |   |   |   |   |       |       |  |  |  |  |  |  |  |  |  |  |  |  |  |  |  |
|                 |   |   |   |    |    |    |   |   |   |   | 0 / 3 | 4 – 3 |  |  |  |  |  |  |  |  |  |  |  |  |  |  |  |

### Występy juniorskie w grze pojedynczej
| Turniej         | 2016 | 2017 | 2018 | Tytuły |
| --------------- | ---- | ---- | ---- | ------ |
| Australian Open | A    | 1R   | A    | 0 / 1  |
| French Open     | QF   | QF   | SF   | 0 / 3  |
| Wimbledon       | 1R   | A    | W    | 1 / 2  |
| US Open         | 2R   | A    | A    | 0 / 1  |

### Występy juniorskie w grze podwójnej
| Turniej         | 2016 | 2017 | 2018 | Tytuły |
| --------------- | ---- | ---- | ---- | ------ |
| Australian Open | A    | F    | A    | 0 / 1  |
| French Open     | QF   | 1R   | W    | 1 / 3  |
| Wimbledon       | SF   | A    | A    | 0 / 1  |
| US Open         | SF   | A    | A    | 0 / 1  |

## Finały turniejów WTA
| Legenda                     | Legenda |
| --------------------------- | ------- |
| Wielki Szlem                |         |
| Igrzyska olimpijskie        |         |
| WTA Tour Championships      |         |
| 2009 – 2020                 |         |
| WTA Premier Mandatory       |         |
| WTA Premier 5               |         |
| WTA Premier                 |         |
| WTA International Series    |         |
| WTA 125K series (2012–2020) |         |
| od 2021                     |         |
| WTA 1000 (obowiązkowe)      |         |
| WTA 1000 (nieobowiązkowe)   |         |
| WTA 500                     |         |
| WTA 250                     |         |
| WTA 125                     |         |

### Gra pojedyncza 29 (24–5)
| Końcowy wynik | Nr  | Data                 | Turniej                  | Nawierzchnia   | Przeciwniczka      | Wynik finału     |
| ------------- | --- | -------------------- | ------------------------ | -------------- | ------------------ | ---------------- |
| Finalistka    | 1.  | 14 kwietnia 2019     | Lugano                   | Ceglana        | Polona Hercog      | 3:6, 6:3, 3:6    |
| Zwyciężczyni  | 1.  | 10 października 2020 | French Open              | Ceglana        | Sofia Kenin        | 6:4, 6:1         |
| Zwyciężczyni  | 2.  | 27 lutego 2021       | Adelaide                 | Twarda         | Belinda Bencic     | 6:2, 6:2         |
| Zwyciężczyni  | 3.  | 16 maja 2021         | Rzym                     | Ceglana        | Karolína Plíšková  | 6:0, 6:0         |
| Zwyciężczyni  | 4.  | 26 lutego 2022       | Doha                     | Twarda         | Anett Kontaveit    | 6:2, 6:0         |
| Zwyciężczyni  | 5.  | 20 marca 2022        | Indian Wells             | Twarda         | Maria Sakari       | 6:4, 6:1         |
| Zwyciężczyni  | 6.  | 2 kwietnia 2022      | Miami                    | Twarda         | Naomi Ōsaka        | 6:4, 6:0         |
| Zwyciężczyni  | 7.  | 24 kwietnia 2022     | Stuttgart                | Ceglana (hala) | Aryna Sabalenka    | 6:2, 6:2         |
| Zwyciężczyni  | 8.  | 15 maja 2022         | Rzym                     | Ceglana        | Ons Jabeur         | 6:2, 6:2         |
| Zwyciężczyni  | 9.  | 4 czerwca 2022       | French Open              | Ceglana        | Coco Gauff         | 6:1, 6:3         |
| Zwyciężczyni  | 10. | 10 września 2022     | US Open                  | Twarda         | Ons Jabeur         | 6:2, 7:6(5)      |
| Finalistka    | 2.  | 9 października 2022  | Ostrawa                  | Twarda (hala)  | Barbora Krejčíková | 7:5, 6:7(4), 3:6 |
| Zwyciężczyni  | 11. | 16 października 2022 | San Diego                | Twarda         | Donna Vekić        | 6:3, 3:6, 6:0    |
| Zwyciężczyni  | 12. | 18 lutego 2023       | Doha                     | Twarda         | Jessica Pegula     | 6:3, 6:0         |
| Finalistka    | 3.  | 25 lutego 2023       | Dubaj                    | Twarda         | Barbora Krejčíková | 4:6, 2:6         |
| Zwyciężczyni  | 13. | 23 kwietnia 2023     | Stuttgart                | Ceglana (hala) | Aryna Sabalenka    | 6:3, 6:4         |
| Finalistka    | 4.  | 6 maja 2023          | Madryt                   | Ceglana        | Aryna Sabalenka    | 3:6, 6:3, 3:6    |
| Zwyciężczyni  | 14. | 10 czerwca 2023      | French Open              | Ceglana        | Karolína Muchová   | 6:2, 5:7, 6:4    |
| Zwyciężczyni  | 15. | 30 lipca 2023        | Warszawa                 | Twarda         | Laura Siegemund    | 6:0, 6:1         |
| Zwyciężczyni  | 16. | 8 października 2023  | Pekin                    | Twarda         | Ludmiła Samsonowa  | 6:2, 6:2         |
| Zwyciężczyni  | 17. | 6 listopada 2023     | Cancún                   | Twarda         | Jessica Pegula     | 6:1, 6:0         |
| Zwyciężczyni  | 18. | 17 lutego 2024       | Doha                     | Twarda         | Jelena Rybakina    | 7:6(8), 6:2      |
| Zwyciężczyni  | 19. | 17 marca 2024        | Indian Wells             | Twarda         | Maria Sakari       | 6:4, 6:0         |
| Zwyciężczyni  | 20. | 4 maja 2024          | Madryt                   | Ceglana        | Aryna Sabalenka    | 7:5, 4:6, 7:6(7) |
| Zwyciężczyni  | 21. | 18 maja 2024         | Rzym                     | Ceglana        | Aryna Sabalenka    | 6:2, 6:3         |
| Zwyciężczyni  | 22. | 8 czerwca 2024       | French Open              | Ceglana        | Jasmine Paolini    | 6:2, 6:1         |
| Finalistka    | 5.  | 28 czerwca 2025      | Bad Homburg vor der Höhe | Trawiasta      | Jessica Pegula     | 4:6, 5:7         |
| Zwyciężczyni  | 23. | 12 lipca 2025        | Wimbledon                | Trawiasta      | Amanda Anisimova   | 6:0, 6:0         |
| Zwyciężczyni  | 24. | 18 sierpnia 2025     | Cincinnati               | Twarda         | Jasmine Paolini    | 7:5, 6:4         |

### Gra podwójna 1 (0–1)
| Końcowy wynik | Nr | Data            | Turniej     | Nawierzchnia | Partnerka             | Przeciwniczki                         | Wynik finału |
| ------------- | -- | --------------- | ----------- | ------------ | --------------------- | ------------------------------------- | ------------ |
| Finalistka    | 1. | 13 czerwca 2021 | French Open | Ceglana      | Bethanie Mattek-Sands | Barbora Krejčíková Kateřina Siniaková | 4:6, 2:6     |

## Historia występów w turniejach WTA w grze pojedynczej
| W  | = zwycięstwo                   |
| F  | = finał                        |
| SF | = półfinał                     |
| QF | = ćwierćfinał                  |
| xR | = x runda (x – numer rundy)    |
| RR | = odpadła w fazie grupowej     |
| LQ | = odpadła w kwalifikacjach     |
| A  | = nie uczestniczyła w turnieju |
| NH | = turniej nie odbywał się      |

| a    | Uwzględniono tylko mecze rozegrane w głównej drabince turnieju.                                                                                     |
| b    | Uwzględniono tylko turnieje, w których zawodniczka wystąpiła.                                                                                       |
|      | |
| c    | Statystyki całej kariery uwzględniają wyniki w turniejach WTA, ITF, kwalifikacjach do tych turniejów oraz spotkania rozegrane w Pucharze Federacji. |
|      | |
| Q    | Do turnieju głównego dostała się przez kwalifikacje.                                                                                                |
| P5   | Turniej w danym roku miał rangę WTA Premier 5. |
| P    | Turniej w danym roku miał rangę WTA Premier. |
| 1000 | Turniej w danym roku miał rangę WTA 1000. |
| 500  | Turniej w danym roku miał rangę WTA 500. |
| 125  | Turniej w danym roku miał rangę WTA 125. |

| Turniej                                  | Kategoria do 2020                        | 2016          | 2017          | 2018          | 2019          | 2020          | 2021          | 2022         | 2023         | 2024         | 2025         | Tytuły       | Z-P          |
| Wielki Szlem                             | Wielki Szlem                             | Wielki Szlem  | Wielki Szlem  | Wielki Szlem  | Wielki Szlem  | Wielki Szlem  | Wielki Szlem  | Wielki Szlem | Wielki Szlem | Wielki Szlem | Wielki Szlem | Wielki Szlem | Wielki Szlem |
| ---------------------------------------- | ---------------------------------------- | ------------- | ------------- | ------------- | ------------- | ------------- | ------------- | ------------ | ------------ | ------------ | ------------ | ------------ | ------------ |
| Australian Open                          | Australian Open                          | A             | A             | A             | 2RQ           | 4R            | 4R            | SF           | 4R           | 3R           | SF           | 0 / 7        | 22–7         |
| French Open                              | French Open                              | A             | A             | A             | 4R            | W             | QF            | W            | W            | W            | SF           | 4 / 7        | 40–3         |
| Wimbledon                                | Wimbledon                                | A             | A             | A             | 1R            | NH            | 4R            | 3R           | QF           | 3R           | W            | 1 / 6        | 18–5         |
| US Open                                  | US Open                                  | A             | A             | A             | 2R            | 3R            | 4R            | W            | 4R           | QF           |              | 1 / 6        | 20–5         |
| Z–P w Wielkim Szlemiea                   | Z–P w Wielkim Szlemiea                   | 0–0           | 0–0           | 0–0           | 5–4           | 12–2          | 13–4          | 21–2         | 17–3         | 15–3         | 17–2         | 6 / 26       | 100–20       |
| Igrzyska olimpijskie                     |                                          |               |               |               |               |               |               |              |              |              |              |              |              |
| Letnie igrzyska olimpijskie              | Letnie igrzyska olimpijskie              | A             |               |               |               |               | 2R            |              |              | B            |              | 0 / 2        | 6–2          |
| Mistrzostwa kończące sezon               |                                          |               |               |               |               |               |               |              |              |              |              |              |              |
| WTA Finals                               | WTA Finals                               | A             | A             | A             | A             | NH            | RR            | SF           | W            | RR           |              | 1 / 4        | 11–4         |
| Turnieje WTA 1000                        |                                          |               |               |               |               |               |               |              |              |              |              |              |              |
| Doha                                     | Premier 5/Premier                        | A             | A             | A             | A             | 2R            | 500           | W            | 500          | W            | SF           | 2 / 4        | 13–2         |
| Dubaj                                    | Premier 5/Premier                        | A             | A             | A             | A             | P             | 3R            | 500          | F            | SF           | QF           | 0 / 4        | 9–4          |
| Indian Wells                             | Premier Mandatory                        | A             | A             | A             | LQ            | NH            | 4R            | W            | SF           | W            | SF           | 2 / 6        | 22–4         |
| Miami                                    | Premier Mandatory                        | A             | A             | A             | LQ            | NH            | 3R            | W            | A            | 4R           | QF           | 1 / 5        | 13–4         |
| Madryt                                   | Premier Mandatory                        | A             | A             | A             | A             | NH            | 3R            | A            | F            | W            | SF           | 1 / 4        | 17–3         |
| Rzym                                     | Premier 5                                | A             | A             | A             | A             | 1R            | W             | W            | QF           | W            | 3R           | 3 / 6        | 21–3         |
| Montreal/Toronto                         | Premier 5                                | A             | A             | A             | 3RQ           | NH            | A             | 3R           | SF           | A            | 4R           | 0 / 4        | 10–4         |
| Cincinnati                               | Premier 5                                | A             | A             | A             | 2RQ           | 1R            | 2R            | 3R           | SF           | SF           | W            | 1 / 7        | 15–6         |
| Wuhan                                    | Premier 5                                | A             | A             | A             | A             | NH            | NH            | NH           | NH           | A            |              | 0 / 0        | 0–0          |
| Pekin                                    | Premier Mandatory                        | A             | A             | A             | A             | NH            | NH            | NH           | W            | A            |              | 1 / 1        | 6–0          |
| Turnieje WTA 500b                        |                                          |               |               |               |               |               |               |              |              |              |              |              |              |
| Adelaide                                 | Premier                                  | Nie rozegrano | Nie rozegrano | Nie rozegrano | Nie rozegrano | A             | W             | SF           | A            | A            | A            | 1 / 2        | 8–1          |
| Doha                                     | Premier 5/Premier                        | A             | A             | A             | A             | P5            | A             | 1000         | W            | 1000         | 1000         | 1 / 1        | 3–0          |
| Dubaj                                    | Premier 5/Premier                        | A             | A             | A             | A             | A             | 1000          | 2R           | 1000         | 1000         | 1000         | 0 / 1        | 1–1          |
| Stuttgart                                | Premier                                  | A             | A             | A             | A             | NH            | A             | W            | W            | SF           | QF           | 2 / 4        | 11–2         |
| Bad Homburg vor der Höhe                 | –                                        | Nie rozegrano | Nie rozegrano | Nie rozegrano | Nie rozegrano | Nie rozegrano | 250           | 250          | 250          | A            | F            | 0 / 1        | 3–1          |
| San Diego                                | –                                        | Nie rozegrano | Nie rozegrano | Nie rozegrano | Nie rozegrano | Nie rozegrano | Nie rozegrano | W            | A            | A            |              | 1 / 1        | 4–0          |
| Tokio                                    | Premier                                  | A             | A             | A             | A             | NH            | NH            | NH           | QF           | A            |              | 0 / 1        | 1–1          |
| Turnieje WTA 250b                        |                                          |               |               |               |               |               |               |              |              |              |              |              |              |
| Auckland                                 | International                            | A             | A             | A             | LQ            | A             | NH            | NH           | A            | A            | A            | 0 / 1        | 2–1          |
| Budapeszt                                | International                            | ITF           | A             | A             | 2RQ           | NH            | A             | A            | A            | A            | A            | 0 / 1        | 3–1          |
| Praga                                    | International                            | A             | A             | A             | 1RQ           | A             | A             | A            | A            | A            | A            | 0 / 1        | 3–1          |
| Dawne turnieje WTA 1000                  |                                          |               |               |               |               |               |               |              |              |              |              |              |              |
| Guadalajara                              | –                                        | Nie rozegrano | Nie rozegrano | Nie rozegrano | Nie rozegrano | Nie rozegrano | Nie rozegrano | A            | A            | 500          |              | 0 / 0        | 0–0          |
| Dawne turnieje WTA 500b                  |                                          |               |               |               |               |               |               |              |              |              |              |              |              |
| Melbourne                                | –                                        | Nie rozegrano | Nie rozegrano | Nie rozegrano | Nie rozegrano | Nie rozegrano | 3R            | NH           | NH           | NH           | NH           | 0 / 1        | 1–1          |
| Eastbourne                               | Premier                                  | A             | A             | A             | LQ            | NH            | 2R            | A            | A            | A            | 250          | 0 / 2        | 1–2          |
| Ostrawa                                  | Premier                                  | Nie rozegrano | Nie rozegrano | Nie rozegrano | Nie rozegrano | A             | SF            | F            | NH           | NH           | NH           | 0 / 2        | 5–2          |
| Dawne turnieje WTA 250b                  |                                          |               |               |               |               |               |               |              |              |              |              |              |              |
| Lugano                                   | International                            | NH            | A             | A             | F             | NH            | NH            | NH           | NH           | NH           | NH           | 0 / 1        | 4–1          |
| Birmingham                               | Premier                                  | A             | A             | A             | 1RQ           | NH            | A             | A            | A            | A            | 125          | 0 / 1        | 3–1          |
| Bad Homburg vor der Höhe                 | –                                        | Nie rozegrano | Nie rozegrano | Nie rozegrano | Nie rozegrano | Nie rozegrano | A             | A            | SF           | 500          | 500          | 0 / 1        | 3–0          |
| Gdynia/Warszawa                          | –                                        | Nie rozegrano | Nie rozegrano | Nie rozegrano | Nie rozegrano | Nie rozegrano | A             | QF           | W            | 125          | 125          | 1 / 2        | 7–1          |
| Waszyngton                               | International                            | A             | A             | A             | 2R            | NH            | NH            | A            | 500          | 500          | 500          | 0 / 1        | 1–1          |
| Statystyki całej karieryc                |                                          |               |               |               |               |               |               |              |              |              |              |              |              |
| Bilans spotkań na nawierzchni twardej    | Bilans spotkań na nawierzchni twardej    | 10–1          | 0–0           | 8–1           | 20–10         | 7–4           | 20–11         | 47–7         | 42–8         | 33–6         | 24–6         | 211–54       | 211–54       |
| Bilans spotkań na nawierzchni ziemnej    | Bilans spotkań na nawierzchni ziemnej    | 0–0           | 11–2          | 34–5          | 10–3          | 7–1           | 12–2          | 18–1         | 19–2         | 26–2         | 11–4         | 148–22       | 148–22       |
| Bilans spotkań na nawierzchni trawiastej | Bilans spotkań na nawierzchni trawiastej | 0–0           | 0–0           | 0–0           | 3–3           | 0–0           | 4–2           | 2–1          | 7–1          | 2–1          | 10–1         | 28–9         | 28–9         |
| Bilans spotkań na nawierzchni dywanowej  | Bilans spotkań na nawierzchni dywanowej  | 0–1           | 0–0           | 0–0           | 0–0           | 0–0           | 0–0           | 0–0          | 0–0          | 0–0          | 0–0          | 0–1          | 0–1          |
| Ogólny bilans spotkań                    | Ogólny bilans spotkań                    | 10–2          | 11–2          | 42–6          | 33–16         | 14–5          | 36–15         | 67–9         | 68–11        | 61–9         | 45–11        | 387–86       | 387–86       |
| Liczba rozegranych turniejów WTA         | Liczba rozegranych turniejów WTA         | 0             | 0             | 0             | 15            | 6             | 16            | 17           | 18           | 14           | 13           | 99           | 99           |
| Wygrane turnieje                         | Wygrane turnieje                         | 0             | 0             | 0             | 0             | 1             | 2             | 8            | 6            | 5            | 2            | 24           | 24           |
| Procent zwycięstw                        | Procent zwycięstw                        | 83,33         | 84,61         | 87,50         | 67,35         | 73,68         | 70,59         | 88,16        | 86,08        | 87,14        | 80,36        | 81,82        | 81,82        |
| Ranking na koniec roku                   | Ranking na koniec roku                   | 903           | 690           | 175           | 61            | 17            | 9             | 1            | 1            | 2            |              |              |              |

## Finały turniejów ITF
| turnieje z pulą nagród 100 000 $   |
| turnieje z pulą nagród 75/80 000 $ |
| turnieje z pulą nagród 50/60 000 $ |
| turnieje z pulą nagród 25 000 $    |
| turnieje z pulą nagród 15 000 $    |
| turnieje z pulą nagród 10 000 $    |

### Gra pojedyncza 7 (7–0)
| Rezultat     |    | Data       | Turniej        | ($)    | Naw.           | Przeciwniczka        | Wynik         |
| Zwyciężczyni | 1. | 30/10/2016 | Sztokholm      | 10 000 | Twarda (hala)  | Laura-Ioana Andrei   | 6:4, 6:3      |
| Zwyciężczyni | 2. | 18/02/2017 | Bergamo        | 15 000 | Ceglana (hala) | Martina Di Giuseppe  | 6:4, 3:6, 6:3 |
| Zwyciężczyni | 3. | 07/05/2017 | Győr           | 15 000 | Ceglana        | Gabriela Horáčková   | 6:2, 6:2      |
| Zwyciężczyni | 4. | 25/02/2018 | Szarm el-Szejk | 15 000 | Twarda         | Britt Geukens        | 6:3, 6:1      |
| Zwyciężczyni | 5. | 15/04/2018 | Pelham         | 25 000 | Ceglana        | Allie Kiick          | 6:2, 6:0      |
| Zwyciężczyni | 6. | 01/09/2018 | Budapeszt      | 60 000 | Ceglana        | Katarina Zawacka     | 6:2, 6:2      |
| Zwyciężczyni | 7. | 09/09/2018 | Montreux       | 60 000 | Ceglana        | Kimberley Zimmermann | 6:2, 6:2      |

### Gra podwójna 1 (0–1)
| Rezultat   |    | Data       | Turniej        | ($)    | Naw.   | Partnerka        | Przeciwniczki                   | Wynik    |
| Finalistka | 1. | 12/02/2018 | Szarm el-Szejk | 15 000 | Twarda | Constanze Stepan | Anna Morgina Walerija Sołowjowa | 4:6, 2:6 |

## Występy w igrzyskach olimpijskich

### Gra pojedyncza
| Runda                                                                       | Przeciwniczka                             | Wynik               |
| --------------------------------------------------------------------------- | ----------------------------------------- | ------------------- |
|                                                                             |                                           |                     |
| Letnie Igrzyska Olimpijskie w Tokio 2020, reprezentując państwo Polska [6]  |                                           |                     |
| I runda                                                                     | Niemcy: Mona Barthel                      | 6:2, 6:2            |
| II runda                                                                    | Hiszpania: Paula Badosa                   | 3:6, 6:7(4)         |
| Letnie Igrzyska Olimpijskie w Paryżu 2024, reprezentując państwo Polska [1] |                                           |                     |
| I runda                                                                     | Rumunia: Irina-Camelia Begu               | 6:2, 7:5            |
| II runda                                                                    | Francja: Diane Parry                      | 6:1, 6:1            |
| III runda                                                                   | Chiny: Wang Xiyu                          | 6:3, 6:4            |
| Ćwierćfinał                                                                 | Stany Zjednoczone: Danielle Collins [8]   | 6:1, 2:6, 4:1 krecz |
| Półfinał                                                                    | Chiny: Zheng Qinwen [6/ITF]               | 2:6, 5:7            |
| O brązowy medal                                                             | Słowacja: Anna Karolína Schmiedlová [ITF] | 6:2, 6:1            |

### Gra mieszana
| Runda                                                                  | Partner      | Przeciwnicy                                                  | Wynik       |
| ---------------------------------------------------------------------- | ------------ | ------------------------------------------------------------ | ----------- |
|                                                                        |              |                                                              |             |
| Letnie Igrzyska Olimpijskie w Tokio 2020, reprezentując państwo Polska |              |                                                              |             |
| I runda                                                                | Łukasz Kubot | Francja: Fiona Ferro / Pierre-Hugues Herbert                 | 6:3, 7:6(3) |
| Ćwierćfinał                                                            | Łukasz Kubot | Rosyjski Komitet Olimpijski: Jelena Wiesnina / Asłan Karacew | 4:6, 4:6    |

## Mistrzostwa kończące sezon – WTA Finals
| Runda                            | Data                             | Przeciwniczka                    | Wynik                            |                                  |
| WTA Finals 2021 Rozstawienie: 5. | WTA Finals 2021 Rozstawienie: 5. | WTA Finals 2021 Rozstawienie: 5. | WTA Finals 2021 Rozstawienie: 5. | WTA Finals 2021 Rozstawienie: 5. |
| -------------------------------- | -------------------------------- | -------------------------------- | -------------------------------- | -------------------------------- |
| Faza grupowa (4. miejsce)        | 11 listopada                     | Maria Sakari [4]                 | 2:6, 4:6                         |                                  |
| Faza grupowa (4. miejsce)        | 13 listopada                     | Aryna Sabalenka [1]              | 6:2, 2:6, 5:7                    |                                  |
| Faza grupowa (4. miejsce)        | 15 listopada                     | Paula Badosa [7]                 | 7:5, 6:4                         |                                  |
| WTA Finals 2022 Rozstawienie: 1. |                                  |                                  |                                  |                                  |
| Faza grupowa                     | 1 listopada                      | Darja Kasatkina [8]              | 6:2, 6:3                         |                                  |
| Faza grupowa                     | 3 listopada                      | Caroline Garcia [6]              | 6:3, 6:2                         |                                  |
| Faza grupowa                     | 5 listopada                      | Coco Gauff [4]                   | 6:3, 6:0                         |                                  |
| Półfinał                         | 6 listopada                      | Aryna Sabalenka [7]              | 2:6, 6:2, 1:6                    |                                  |
| WTA Finals 2023 Rozstawienie: 2. |                                  |                                  |                                  |                                  |
| Faza grupowa                     | 30 października                  | Markéta Vondroušová [7]          | 7:6(3), 6:0                      |                                  |
| Faza grupowa                     | 1 listopada                      | Coco Gauff [3]                   | 6:0, 7:5                         |                                  |
| Faza grupowa                     | 3 listopada                      | Ons Jabeur [6]                   | 6:1, 6:2                         |                                  |
| Półfinał                         | 4 listopada                      | Aryna Sabalenka [1]              | 6:3, 6:2                         |                                  |
| Finał                            | 6 listopada                      | Jessica Pegula [5]               | 6:1, 6:0                         |                                  |
| WTA Finals 2024 Rozstawienie: 2. |                                  |                                  |                                  |                                  |
| Faza grupowa                     | 3 listopada                      | Barbora Krejčíková [8]           | 4:6, 7:5, 6:2                    |                                  |
| Faza grupowa                     | 5 listopada                      | Coco Gauff [3]                   | 3:6, 4:6                         |                                  |
| Faza grupowa                     | 7 listopada                      | Darja Kasatkina [9]              | 6:1, 6:0                         |                                  |

## Finały juniorskich turniejów wielkoszlemowych

### Gra pojedyncza (1)
| Końcowy wynik | Rok  | Turniej   | Nawierzchnia | Przeciwniczka | Wynik finału |
| Zwyciężczyni  | 2018 | Wimbledon | Trawiasta    | Leonie Küng   | 6:4, 6:2     |

### Gra podwójna (2)
| Końcowy wynik | Rok  | Turniej         | Nawierzchnia | Partnerka         | Przeciwniczki                     | Wynik finału |
| Finalistka    | 2017 | Australian Open | Twarda       | Maja Chwalińska   | Bianca Andreescu Carson Branstine | 1:6, 6:7(4)  |
| Zwyciężczyni  | 2018 | French Open     | Ceglana      | Catherine McNally | Yūki Naitō Nato Saho              | 6:2, 7:5     |

## Puchar Federacji

### Gra pojedyncza
| Rok  | Runda                 | Data i miejsce                               | Przeciwnik     | Nawierzchnia  | Rywal               | Zwycięstwo/Porażka | Rezultat      |
| ---- | --------------------- | -------------------------------------------- | -------------- | ------------- | ------------------- | ------------------ | ------------- |
| 2018 | Europa/Afryka Grupa I | 7–10 lutego 2018 Tallinn, Estonia            | Bułgaria (2:0) | Twarda (hala) | Petia Arshinkova    | Zwycięstwo         | 6:0, 6:4      |
| 2019 | Europa/Afryka Grupa I | 6–9 lutego 2019 Zielona Góra, Polska         | Rosja (1:2)    | Twarda (hala) | Natalja Wichlancewa | Porażka            | 0:6, 2:6      |
| 2019 | Europa/Afryka Grupa I | 6–9 lutego 2019 Zielona Góra, Polska         | Dania (3:0)    | Twarda (hala) | Clara Tauson        | Zwycięstwo         | 6:3, 7:6(7)   |
| 2019 | Europa/Afryka Grupa I | 6–9 lutego 2019 Zielona Góra, Polska         | Ukraina (2:1)  | Twarda (hala) | Dajana Jastremśka   | Porażka            | 6:7(2), 4:6   |
| 2020 | Europa/Afryka Grupa I | 5–8 lutego 2020 Esch-sur-Alzette, Luksemburg | Słowenia (2:1) | Twarda (hala) | Nika Radišić        | Zwycięstwo         | 6:2, 6:1      |
| 2020 | Europa/Afryka Grupa I | 5–8 lutego 2020 Esch-sur-Alzette, Luksemburg | Turcja (3:0)   | Twarda (hala) | Berfu Cengiz        | Zwycięstwo         | 6:3, 6:0      |
| 2020 | Europa/Afryka Grupa I | 5–8 lutego 2020 Esch-sur-Alzette, Luksemburg | Szwecja (2:0)  | Twarda (hala) | Mirjam Björklund    | Zwycięstwo         | 7:5, 4:6, 6:3 |

### Gra podwójna
| Rok  | Runda                 | Data i miejsce                       | Przeciwnik    | Nawierzchnia  | Partnerka       | Rywalki                             | Zwycięstwo/Porażka | Rezultat         |
| ---- | --------------------- | ------------------------------------ | ------------- | ------------- | --------------- | ----------------------------------- | ------------------ | ---------------- |
| 2018 | Europa/Afryka Grupa I | 7–10 lutego 2018 Tallinn, Estonia    | Turcja (2:1)  | Twarda (hala) | Alicja Rosolska | Ayla Aksu Başak Eraydın             | Porażka            | 3:6, 6:2, 1:6    |
| 2019 | Europa/Afryka Grupa I | 6–9 lutego 2019 Zielona Góra, Polska | Rosja (1:2)   | Twarda (hala) | Alicja Rosolska | Margarita Gasparian Darja Kasatkina | Zwycięstwo         | 6:0, 3:6, 6:3    |
| 2019 | Europa/Afryka Grupa I | 6–9 lutego 2019 Zielona Góra, Polska | Ukraina (2:1) | Twarda (hala) | Alicja Rosolska | Marta Kostiuk Kateryna Kozłowa      | Zwycięstwo         | 6:1, 1:6, 7:6(5) |

## Bilans spotkań przeciwko pierwszej dziesiątce rankingu WTA
Bilans spotkań w turniejach WTA przeciwko zawodniczkom klasyfikowanym w pierwszej dziesiątce rankingu (aktualne na dzień 18 sierpnia 2025).
| Lista spotkań z Wiktoryją Azaranką: | Lista spotkań z Wiktoryją Azaranką: | Lista spotkań z Wiktoryją Azaranką: | Lista spotkań z Wiktoryją Azaranką: | Lista spotkań z Wiktoryją Azaranką: |
| ----------------------------------- | ----------------------------------- | ----------------------------------- | ----------------------------------- | ----------------------------------- |
| Nr                                  | Rok                                 | Turniej                             | Nawierzchnia                        | Wynik                               |
| 1.                                  | 2020                                | US Open                             | Twarda                              | 4:6, 2:6                            |
| 1.                                  | 2022                                | Adelaide                            | Twarda                              | 6:3, 2:6, 6:1                       |
| 2.                                  | 2022                                | Rzym                                | Ceglana                             | 6:4, 6:1                            |
| 3.                                  | 2024                                | Doha                                | Twarda                              | 6:4, 6:0                            |
| 4.                                  | 2025                                | Dubaj                               | Twarda                              | 6:0, 6:2                            |
| 5.                                  | 2025                                | Bad Homburg                         | Trawiasta                           | 6:4, 6:4                            |

| Lista spotkań z Aryną Sabalenką: | Lista spotkań z Aryną Sabalenką: | Lista spotkań z Aryną Sabalenką: | Lista spotkań z Aryną Sabalenką: | Lista spotkań z Aryną Sabalenką: |
| -------------------------------- | -------------------------------- | -------------------------------- | -------------------------------- | -------------------------------- |
| Nr                               | Rok                              | Turniej                          | Nawierzchnia                     | Wynik                            |
| 1.                               | 2021                             | WTA Finals                       | Twarda                           | 6:2, 2:6, 5:7                    |
| 1.                               | 2022                             | Doha                             | Twarda                           | 6:2, 6:3                         |
| 2.                               | 2022                             | Stuttgart                        | Ceglana (hala)                   | 6:2, 6:2                         |
| 3.                               | 2022                             | Rzym                             | Ceglana                          | 6:2, 6:1                         |
| 4.                               | 2022                             | US Open                          | Twarda                           | 3:6, 6:1, 6:4                    |
| 2.                               | 2022                             | WTA Finals                       | Twarda                           | 2:6, 6:2, 1:6                    |
| 5.                               | 2023                             | Stuttgart                        | Ceglana (hala)                   | 6:3, 6:4                         |
| 3.                               | 2023                             | Madryt                           | Ceglana                          | 3:6, 6:3, 3:6                    |
| 6.                               | 2023                             | WTA Finals                       | Twarda                           | 6:3, 6:2                         |
| 7.                               | 2024                             | Madryt                           | Ceglana                          | 7:5, 4:6, 7:6(7)                 |
| 8.                               | 2024                             | Rzym                             | Ceglana                          | 6:2, 6:3                         |
| 4.                               | 2024                             | Cincinnati                       | Twarda                           | 3:6, 3:6                         |
| 5.                               | 2025                             | French Open                      | Ceglana                          | 6:7(1), 6:4, 0:6                 |

| Lista spotkań z Karolíną Plíškovą: | Lista spotkań z Karolíną Plíškovą: | Lista spotkań z Karolíną Plíškovą: | Lista spotkań z Karolíną Plíškovą: | Lista spotkań z Karolíną Plíškovą: |
| ---------------------------------- | ---------------------------------- | ---------------------------------- | ---------------------------------- | ---------------------------------- |
| Nr                                 | Rok                                | Turniej                            | Nawierzchnia                       | Wynik                              |
| 1.                                 | 2021                               | Rzym                               | Ceglana                            | 6:0, 6:0                           |
| –                                  | 2023                               | Dubaj                              | Twarda                             | walkower (niewliczany)             |
| 2.                                 | 2023                               | Stuttgart                          | Ceglana (hala)                     | 4:6, 6:1, 6:2                      |
| 3.                                 | 2023                               | Montreal                           | Twarda                             | 7:6(6), 6:2                        |
| –                                  | 2024                               | Doha                               | Twarda                             | walkower (niewliczany)             |

| Lista spotkań z Angelique Kerber: | Lista spotkań z Angelique Kerber: | Lista spotkań z Angelique Kerber: | Lista spotkań z Angelique Kerber: | Lista spotkań z Angelique Kerber: |
| --------------------------------- | --------------------------------- | --------------------------------- | --------------------------------- | --------------------------------- |
| Nr                                | Rok                               | Turniej                           | Nawierzchnia                      | Wynik                             |
| 1.                                | 2022                              | Indian Wells                      | Twarda                            | 4:6, 6:2, 6:3                     |
| 2.                                | 2024                              | United Cup                        | Twarda                            | 6:3, 6:0                          |
| 3.                                | 2024                              | Rzym                              | Ceglana                           | 7:5, 6:3                          |

| Lista spotkań z Caroline Wozniacki: | Lista spotkań z Caroline Wozniacki: | Lista spotkań z Caroline Wozniacki: | Lista spotkań z Caroline Wozniacki: | Lista spotkań z Caroline Wozniacki: |
| ----------------------------------- | ----------------------------------- | ----------------------------------- | ----------------------------------- | ----------------------------------- |
| Nr                                  | Rok                                 | Turniej                             | Nawierzchnia                        | Wynik                               |
| 1.                                  | 2019                                | Toronto                             | Twarda                              | 1:6, 6:3, 6:4                       |
| 2.                                  | 2024                                | Indian Wells                        | Twarda                              | 6:4, 1:0 krecz                      |

| Lista spotkań z Naomi Ōsaką: | Lista spotkań z Naomi Ōsaką: | Lista spotkań z Naomi Ōsaką: | Lista spotkań z Naomi Ōsaką: | Lista spotkań z Naomi Ōsaką: |
| ---------------------------- | ---------------------------- | ---------------------------- | ---------------------------- | ---------------------------- |
| Nr                           | Rok                          | Turniej                      | Nawierzchnia                 | Wynik                        |
| 1.                           | 2019                         | Toronto                      | Twarda                       | 6:7(4), 4:6                  |
| 1.                           | 2022                         | Miami                        | Twarda                       | 6:4, 6:0                     |
| 2.                           | 2024                         | French Open                  | Ceglana                      | 7:6(1), 1:6, 7:5             |

| Lista spotkań z Simoną Halep: | Lista spotkań z Simoną Halep: | Lista spotkań z Simoną Halep: | Lista spotkań z Simoną Halep: | Lista spotkań z Simoną Halep: |
| ----------------------------- | ----------------------------- | ----------------------------- | ----------------------------- | ----------------------------- |
| Nr                            | Rok                           | Turniej                       | Nawierzchnia                  | Wynik                         |
| 1.                            | 2019                          | French Open                   | Ceglana                       | 1:6, 0:6                      |
| 1.                            | 2020                          | French Open                   | Ceglana                       | 6:1, 6:2                      |
| 2.                            | 2021                          | Australian Open               | Twarda                        | 6:3, 1:6, 4:6                 |
| 2.                            | 2022                          | Indian Wells                  | Twarda                        | 7:6(6), 6:4                   |

| Lista spotkań z Garbiñe Muguruzą: | Lista spotkań z Garbiñe Muguruzą: | Lista spotkań z Garbiñe Muguruzą: | Lista spotkań z Garbiñe Muguruzą: | Lista spotkań z Garbiñe Muguruzą: |
| --------------------------------- | --------------------------------- | --------------------------------- | --------------------------------- | --------------------------------- |
| Nr                                | Rok                               | Turniej                           | Nawierzchnia                      | Wynik                             |
| 1.                                | 2021                              | Dubaj                             | Twarda                            | 0:6, 4:6                          |

| Lista spotkań z Ashleigh Barty: | Lista spotkań z Ashleigh Barty: | Lista spotkań z Ashleigh Barty: | Lista spotkań z Ashleigh Barty: | Lista spotkań z Ashleigh Barty: |
| ------------------------------- | ------------------------------- | ------------------------------- | ------------------------------- | ------------------------------- |
| Nr                              | Rok                             | Turniej                         | Nawierzchnia                    | Wynik                           |
| 1.                              | 2021                            | Madryt                          | Ceglana                         | 5:7, 4:6                        |
| 2.                              | 2022                            | Adelaide                        | Twarda                          | 2:6, 4:6                        |

| Lista spotkań z Coco Gauff: | Lista spotkań z Coco Gauff: | Lista spotkań z Coco Gauff: | Lista spotkań z Coco Gauff: | Lista spotkań z Coco Gauff: |
| --------------------------- | --------------------------- | --------------------------- | --------------------------- | --------------------------- |
| Nr                          | Rok                         | Turniej                     | Nawierzchnia                | Wynik                       |
| 1.                          | 2021                        | Rzym                        | Ceglana                     | 7:6(3), 6:3                 |
| 2.                          | 2022                        | Miami                       | Twarda                      | 6:3, 6:1                    |
| 3.                          | 2022                        | French Open                 | Ceglana                     | 6:1, 6:3                    |
| 4.                          | 2022                        | San Diego                   | Twarda                      | 6:0, 6:3                    |
| 5.                          | 2022                        | WTA Finals                  | Twarda (hala)               | 6:3, 6:0                    |
| 6.                          | 2023                        | Dubaj                       | Twarda                      | 6:4, 6:2                    |
| 7.                          | 2023                        | French Open                 | Ceglana                     | 6:4, 6:2                    |
| 1.                          | 2023                        | Cincinnati                  | Twarda                      | 6:7(2), 6:3, 4:6            |
| 8.                          | 2023                        | Pekin                       | Twarda                      | 6:2, 6:3                    |
| 9.                          | 2023                        | WTA Finals                  | Twarda                      | 6:0, 7:5                    |
| 10.                         | 2024                        | Rzym                        | Ceglana                     | 6:4, 6:3                    |
| 11.                         | 2024                        | French Open                 | Ceglana                     | 6:2, 6:4                    |
| 2.                          | 2024                        | WTA Finals                  | Twarda                      | 3:6, 4:6                    |
| 3.                          | 2025                        | United Cup                  | Twarda                      | 4:6, 4:6                    |
| 4.                          | 2025                        | Madryt                      | Ceglana                     | 1:6, 1:6                    |

| Lista spotkań z Ons Jabeur: | Lista spotkań z Ons Jabeur: | Lista spotkań z Ons Jabeur: | Lista spotkań z Ons Jabeur: | Lista spotkań z Ons Jabeur: |
| --------------------------- | --------------------------- | --------------------------- | --------------------------- | --------------------------- |
| Nr                          | Rok                         | Turniej                     | Nawierzchnia                | Wynik                       |
| 1.                          | 2019                        | Waszyngton                  | Twarda                      | 4:6, 6:4, 6:4               |
| 1.                          | 2021                        | Wimbledon                   | Trawiasta                   | 7:5, 1:6, 1:6               |
| 2.                          | 2021                        | Cincinnati                  | Twarda                      | 3:6, 3:6                    |
| 2.                          | 2022                        | Rzym                        | Ceglana                     | 6:2, 6:2                    |
| 3.                          | 2022                        | US Open                     | Twarda                      | 6:2, 7:6(5)                 |
| 4.                          | 2023                        | Stuttgart                   | Ceglana (hala)              | 3:0 krecz                   |
| 5.                          | 2023                        | WTA Finals                  | Twarda                      | 6:1, 6:2                    |

| Lista spotkań z Anett Kontaveit: | Lista spotkań z Anett Kontaveit: | Lista spotkań z Anett Kontaveit: | Lista spotkań z Anett Kontaveit: | Lista spotkań z Anett Kontaveit: |
| -------------------------------- | -------------------------------- | -------------------------------- | -------------------------------- | -------------------------------- |
| Nr                               | Rok                              | Turniej                          | Nawierzchnia                     | Wynik                            |
| 1.                               | 2019                             | Cincinnati                       | Twarda                           | 4:6, 6:7(2)                      |
| 2.                               | 2020                             | Australian Open                  | Twarda                           | 7:6(4), 5:7, 5:7                 |
| 1.                               | 2021                             | French Open                      | Ceglana                          | 7:6(4), 6:0                      |
| 2.                               | 2021                             | US Open                          | Twarda                           | 6:3, 4:6, 6:3                    |
| 3.                               | 2022                             | Doha                             | Twarda                           | 6:2, 6:0                         |

| Lista spotkań z Petrą Kvitovą: | Lista spotkań z Petrą Kvitovą: | Lista spotkań z Petrą Kvitovą: | Lista spotkań z Petrą Kvitovą: | Lista spotkań z Petrą Kvitovą: |
| ------------------------------ | ------------------------------ | ------------------------------ | ------------------------------ | ------------------------------ |
| Nr                             | Rok                            | Turniej                        | Nawierzchnia                   | Wynik                          |
| 1.                             | 2022                           | Miami                          | Twarda                         | 6:3, 6:3                       |

| Lista spotkań z Wierą Zwonariową: | Lista spotkań z Wierą Zwonariową: | Lista spotkań z Wierą Zwonariową: | Lista spotkań z Wierą Zwonariową: | Lista spotkań z Wierą Zwonariową: |
| --------------------------------- | --------------------------------- | --------------------------------- | --------------------------------- | --------------------------------- |
| Nr                                | Rok                               | Turniej                           | Nawierzchnia                      | Wynik                             |
| 1.                                | 2021                              | Wimbledon                         | Trawiasta                         | 6:1, 6:3                          |

| Lista spotkań z Barborą Krejčíkovą: | Lista spotkań z Barborą Krejčíkovą: | Lista spotkań z Barborą Krejčíkovą: | Lista spotkań z Barborą Krejčíkovą: | Lista spotkań z Barborą Krejčíkovą: |
| ----------------------------------- | ----------------------------------- | ----------------------------------- | ----------------------------------- | ----------------------------------- |
| Nr                                  | Rok                                 | Turniej                             | Nawierzchnia                        | Wynik                               |
| 1.                                  | 2021                                | Miami                               | Twarda                              | 6:4, 6:2                            |
| 2.                                  | 2021                                | Rzym                                | Ceglana                             | 3:6, 7:6(5), 7:5                    |
| 1.                                  | 2022                                | Ostrawa                             | Twarda (hala)                       | 7:5, 6:7(4), 3:6                    |
| 2.                                  | 2023                                | Dubaj                               | Twarda                              | 4:6, 2:6                            |
| 3.                                  | 2024                                | WTA Finals                          | Twarda                              | 4:6, 7:5, 6:2                       |

| Lista spotkań z Paulą Badosą: | Lista spotkań z Paulą Badosą: | Lista spotkań z Paulą Badosą: | Lista spotkań z Paulą Badosą: | Lista spotkań z Paulą Badosą: |
| ----------------------------- | ----------------------------- | ----------------------------- | ----------------------------- | ----------------------------- |
| Nr                            | Rok                           | Turniej                       | Nawierzchnia                  | Wynik                         |
| 1.                            | 2021                          | Igrzyska olimpijskie          | Twarda                        | 3:6, 6:7(4)                   |
| 1.                            | 2021                          | WTA Finals                    | Twarda                        | 7:5, 6:4                      |
| 2.                            | 2024                          | Puchar Billie Jean King       | Twarda                        | 6:3, 6:7(5), 6:1              |

| Lista spotkań ze Swietłaną Kuzniecową: | Lista spotkań ze Swietłaną Kuzniecową: | Lista spotkań ze Swietłaną Kuzniecową: | Lista spotkań ze Swietłaną Kuzniecową: | Lista spotkań ze Swietłaną Kuzniecową: |
| -------------------------------------- | -------------------------------------- | -------------------------------------- | -------------------------------------- | -------------------------------------- |
| Nr                                     | Rok                                    | Turniej                                | Nawierzchnia                           | Wynik                                  |
| 1.                                     | 2020                                   | Doha                                   | Twarda                                 | 2:6, 2:6                               |

| Lista spotkań z Jessicą Pegulą: | Lista spotkań z Jessicą Pegulą: | Lista spotkań z Jessicą Pegulą: | Lista spotkań z Jessicą Pegulą: | Lista spotkań z Jessicą Pegulą: |
| ------------------------------- | ------------------------------- | ------------------------------- | ------------------------------- | ------------------------------- |
| Nr                              | Rok                             | Turniej                         | Nawierzchnia                    | Wynik                           |
| 1.                              | 2019                            | Waszyngton                      | Twarda                          | 7:5, 4:6, 1:6                   |
| 1.                              | 2022                            | Miami                           | Twarda                          | 6:2, 7:5                        |
| 2.                              | 2022                            | French Open                     | Ceglana                         | 6:3, 6:2                        |
| 3.                              | 2022                            | US Open                         | Twarda                          | 6:3, 7:6(4)                     |
| 4.                              | 2022                            | San Diego                       | Twarda                          | 4:6, 6:2, 6:2                   |
| 2.                              | 2023                            | United Cup                      | Twarda                          | 2:6, 2:6                        |
| 5.                              | 2023                            | Doha                            | Twarda                          | 6:3, 6:0                        |
| 3.                              | 2023                            | Montreal                        | Twarda                          | 2:6, 7:6(4), 4:6                |
| 6.                              | 2023                            | WTA Finals                      | Twarda                          | 6:1, 6:0                        |
| 4.                              | 2024                            | US Open                         | Twarda                          | 2:6, 4:6                        |
| 5.                              | 2025                            | Bad Homburg                     | Trawiasta                       | 4:6, 5:7                        |

| Lista spotkań ze Sloane Stephens: | Lista spotkań ze Sloane Stephens: | Lista spotkań ze Sloane Stephens: | Lista spotkań ze Sloane Stephens: | Lista spotkań ze Sloane Stephens: |
| --------------------------------- | --------------------------------- | --------------------------------- | --------------------------------- | --------------------------------- |
| Nr                                | Rok                               | Turniej                           | Nawierzchnia                      | Wynik                             |
| 1.                                | 2022                              | Cincinnati                        | Twarda                            | 6:4, 7:5                          |
| 2.                                | 2022                              | US Open                           | Twarda                            | 6:3, 6:2                          |
| 3.                                | 2024                              | Dubaj                             | Twarda                            | 6:4, 6:4                          |

| Lista spotkań z Eliną Switoliną: | Lista spotkań z Eliną Switoliną: | Lista spotkań z Eliną Switoliną: | Lista spotkań z Eliną Switoliną: | Lista spotkań z Eliną Switoliną: |
| -------------------------------- | -------------------------------- | -------------------------------- | -------------------------------- | -------------------------------- |
| Nr                               | Rok                              | Turniej                          | Nawierzchnia                     | Wynik                            |
| 1.                               | 2021                             | Rzym                             | Ceglana                          | 6:2, 7:5                         |
| 1.                               | 2023                             | Wimbledon                        | Trawiasta                        | 5:7, 7:6(5), 2:6                 |
| 2.                               | 2024                             | Dubaj                            | Twarda                           | 6:1, 6:4                         |
| 3.                               | 2025                             | Miami                            | Twarda                           | 7:6(5), 6:3                      |
| 4.                               | 2025                             | French Open                      | Ceglana                          | 6:1, 7:5                         |

| Lista spotkań z Marią Sakari: | Lista spotkań z Marią Sakari: | Lista spotkań z Marią Sakari: | Lista spotkań z Marią Sakari: | Lista spotkań z Marią Sakari: |
| ----------------------------- | ----------------------------- | ----------------------------- | ----------------------------- | ----------------------------- |
| Nr                            | Rok                           | Turniej                       | Nawierzchnia                  | Wynik                         |
| 1.                            | 2021                          | French Open                   | Ceglana                       | 4:6, 4:6                      |
| 2.                            | 2021                          | Ostrawa                       | Twarda (hala)                 | 4:6, 5:7                      |
| 3.                            | 2021                          | WTA Finals                    | Twarda                        | 2:6, 4:6                      |
| 1.                            | 2022                          | Doha                          | Twarda                        | 6:4, 6:3                      |
| 2.                            | 2022                          | Indian Wells                  | Twarda                        | 6:4, 6:1                      |
| 3.                            | 2024                          | Indian Wells                  | Twarda                        | 6:4, 6:0                      |
| 4.                            | 2025                          | Doha                          | Twarda                        | 6:3, 6:2                      |

| Lista spotkań z Jeleną Rybakiną: | Lista spotkań z Jeleną Rybakiną: | Lista spotkań z Jeleną Rybakiną: | Lista spotkań z Jeleną Rybakiną: | Lista spotkań z Jeleną Rybakiną: |
| -------------------------------- | -------------------------------- | -------------------------------- | -------------------------------- | -------------------------------- |
| Nr                               | Rok                              | Turniej                          | Nawierzchnia                     | Wynik                            |
| 1.                               | 2021                             | Ostrawa                          | Twarda (hala)                    | 7:6(5), 6:2                      |
| 1.                               | 2023                             | Australian Open                  | Twarda                           | 4:6, 4:6                         |
| 2.                               | 2023                             | Indian Wells                     | Twarda                           | 2:6, 2:6                         |
| 3.                               | 2023                             | Rzym                             | Ceglana                          | 6:2, 6:7(3), 2:2 krecz           |
| 2.                               | 2024                             | Doha                             | Twarda                           | 7:6(8), 6:2                      |
| 4.                               | 2024                             | Stuttgart                        | Ceglana (hala)                   | 3:6, 6:4, 3:6                    |
| 3.                               | 2025                             | United Cup                       | Twarda                           | 7:6(5), 6:4                      |
| 4.                               | 2025                             | Doha                             | Twarda                           | 6:2, 7:5                         |
| 5.                               | 2025                             | French Open                      | Ceglana                          | 1:6, 6:3, 7:5                    |
| 6.                               | 2025                             | Cincinnati                       | Twarda                           | 7:5, 6:3                         |

| Lista spotkań z Caroline Garcią: | Lista spotkań z Caroline Garcią: | Lista spotkań z Caroline Garcią: | Lista spotkań z Caroline Garcią: | Lista spotkań z Caroline Garcią: |
| -------------------------------- | -------------------------------- | -------------------------------- | -------------------------------- | -------------------------------- |
| Nr                               | Rok                              | Turniej                          | Nawierzchnia                     | Wynik                            |
| 1.                               | 2019                             | Cincinnati                       | Twarda                           | 7:6(1), 6:1                      |
| 1.                               | 2022                             | Warszawa                         | Ceglana                          | 1:6, 6:1, 4:6                    |
| 2.                               | 2022                             | WTA Finals                       | Twarda (hala)                    | 6:3, 6:2                         |
| 3.                               | 2023                             | Pekin                            | Twarda                           | 6:7(8), 7:6(5), 6:1              |
| 4.                               | 2024                             | United Cup                       | Twarda                           | 4:6, 6:1, 6:1                    |
| 5.                               | 2025                             | Indian Wells                     | Twarda                           | 6:2, 6:0                         |
| 6.                               | 2025                             | Miami Open                       | Twarda                           | 6:2, 7:5                         |

| Lista spotkań z Belindą Bencic: | Lista spotkań z Belindą Bencic: | Lista spotkań z Belindą Bencic: | Lista spotkań z Belindą Bencic: | Lista spotkań z Belindą Bencic: |
| ------------------------------- | ------------------------------- | ------------------------------- | ------------------------------- | ------------------------------- |
| Nr                              | Rok                             | Turniej                         | Nawierzchnia                    | Wynik                           |
| 1.                              | 2021                            | Adelaide                        | Twarda                          | 6:2, 6:2                        |
| 1.                              | 2021                            | US Open                         | Twarda                          | 6:7(12), 3:6                    |
| 2.                              | 2023                            | United Cup                      | Twarda                          | 6:3, 7:6(3)                     |
| –                               | 2023                            | Doha                            | Twarda                          | walkower (niewliczany)          |
| 3.                              | 2023                            | Wimbledon                       | Trawiasta                       | 6:7(4), 7:6(2), 6:3             |
| 4.                              | 2025                            | Wimbledon                       | Trawiasta                       | 6:2, 6:0                        |

| Lista spotkań z Biancą Andreescu: | Lista spotkań z Biancą Andreescu: | Lista spotkań z Biancą Andreescu: | Lista spotkań z Biancą Andreescu: | Lista spotkań z Biancą Andreescu: |
| --------------------------------- | --------------------------------- | --------------------------------- | --------------------------------- | --------------------------------- |
| Nr                                | Rok                               | Turniej                           | Nawierzchnia                      | Wynik                             |
| 1.                                | 2022                              | Rzym                              | Ceglana                           | 7:6(2), 6:0                       |
| 2.                                | 2023                              | Indian Wells                      | Twarda                            | 6:3, 7:6(1)                       |

| Lista spotkań z Sofią Kenin: | Lista spotkań z Sofią Kenin: | Lista spotkań z Sofią Kenin: | Lista spotkań z Sofią Kenin: | Lista spotkań z Sofią Kenin: |
| ---------------------------- | ---------------------------- | ---------------------------- | ---------------------------- | ---------------------------- |
| Nr                           | Rok                          | Turniej                      | Nawierzchnia                 | Wynik                        |
| 1.                           | 2020                         | French Open                  | Ceglana                      | 6:4, 6:1                     |
| 2.                           | 2024                         | Australian Open              | Twarda                       | 7:6(2), 6:2                  |
| 3.                           | 2024                         | Wimbledon                    | Trawiasta                    | 6:3, 6:4                     |

| Lista spotkań z Jasmine Paolini: | Lista spotkań z Jasmine Paolini: | Lista spotkań z Jasmine Paolini: | Lista spotkań z Jasmine Paolini: | Lista spotkań z Jasmine Paolini: |
| -------------------------------- | -------------------------------- | -------------------------------- | -------------------------------- | -------------------------------- |
| Nr                               | Rok                              | Turniej                          | Nawierzchnia                     | Wynik                            |
| 1.                               | 2022                             | US Open                          | Twarda                           | 6:3, 6:0                         |
| 2.                               | 2024                             | French Open                      | Ceglana                          | 6:2, 6:1                         |
| 3.                               | 2024                             | Puchar Billie Jean King          | Twarda                           | 3:6, 6:4, 6:4                    |
| 4.                               | 2025                             | Bad Homburg                      | Trawiasta                        | 6:1, 6:3                         |
| 5.                               | 2025                             | Cincinnati                       | Twarda                           | 7:5, 6:4                         |

| Lista spotkań z Samanthą Stosur: | Lista spotkań z Samanthą Stosur: | Lista spotkań z Samanthą Stosur: | Lista spotkań z Samanthą Stosur: | Lista spotkań z Samanthą Stosur: |
| -------------------------------- | -------------------------------- | -------------------------------- | -------------------------------- | -------------------------------- |
| Nr                               | Rok                              | Turniej                          | Nawierzchnia                     | Wynik                            |
| 1.                               | 2019                             | Eastbourne                       | Trawiasta                        | 0:6, 3:6                         |

| Lista spotkań z Eugenie Bouchard: | Lista spotkań z Eugenie Bouchard: | Lista spotkań z Eugenie Bouchard: | Lista spotkań z Eugenie Bouchard: | Lista spotkań z Eugenie Bouchard: |
| --------------------------------- | --------------------------------- | --------------------------------- | --------------------------------- | --------------------------------- |
| Nr                                | Rok                               | Turniej                           | Nawierzchnia                      | Wynik                             |
| 1.                                | 2020                              | French Open                       | Ceglana                           | 6:3, 6:2                          |

| Lista spotkań z Madison Keys: | Lista spotkań z Madison Keys: | Lista spotkań z Madison Keys: | Lista spotkań z Madison Keys: | Lista spotkań z Madison Keys: |
| ----------------------------- | ----------------------------- | ----------------------------- | ----------------------------- | ----------------------------- |
| Nr                            | Rok                           | Turniej                       | Nawierzchnia                  | Wynik                         |
| 1.                            | 2021                          | Rzym                          | Ceglana                       | 7:5, 6:1                      |
| 2.                            | 2022                          | Indian Wells                  | Twarda                        | 6:1, 6:0                      |
| 1.                            | 2022                          | Cincinnati                    | Twarda                        | 3:6, 4:6                      |
| 3.                            | 2024                          | Madryt                        | Ceglana                       | 6:1, 6:3                      |
| 4.                            | 2024                          | Rzym                          | Ceglana                       | 6:1, 6:3                      |
| 2.                            | 2025                          | Australian Open               | Twarda                        | 7:5, 1:6, 6:7(8)              |
| 5.                            | 2025                          | Madryt                        | Ceglana                       | 0:6, 6:3, 6:2                 |

| Lista spotkań z Zheng Qinwen: | Lista spotkań z Zheng Qinwen: | Lista spotkań z Zheng Qinwen: | Lista spotkań z Zheng Qinwen: | Lista spotkań z Zheng Qinwen: |
| ----------------------------- | ----------------------------- | ----------------------------- | ----------------------------- | ----------------------------- |
| Nr                            | Rok                           | Turniej                       | Nawierzchnia                  | Wynik                         |
| 1.                            | 2022                          | French Open                   | Ceglana                       | 6:7(5), 6:0, 6:2              |
| 2.                            | 2022                          | San Diego                     | Twarda                        | 6:4, 4:6, 6:1                 |
| 3.                            | 2023                          | Stuttgart                     | Ceglana (hala)                | 6:1, 6:4                      |
| 4.                            | 2023                          | Cincinnati                    | Twarda                        | 3:6, 6:1, 6:1                 |
| 5.                            | 2024                          | United Cup                    | Twarda                        | 6:2, 6:3                      |
| 6.                            | 2024                          | Dubaj                         | Twarda                        | 6:3, 6:2                      |
| 1.                            | 2024                          | Igrzyska olimpijskie          | Ceglana                       | 2:6, 5:7                      |
| 7.                            | 2025                          | Indian Wells                  | Twarda                        | 6:3, 6:3                      |

| Lista spotkań z Jeļeną Ostapenko: | Lista spotkań z Jeļeną Ostapenko: | Lista spotkań z Jeļeną Ostapenko: | Lista spotkań z Jeļeną Ostapenko: | Lista spotkań z Jeļeną Ostapenko: |
| --------------------------------- | --------------------------------- | --------------------------------- | --------------------------------- | --------------------------------- |
| Nr                                | Rok                               | Turniej                           | Nawierzchnia                      | Wynik                             |
| 1.                                | 2019                              | Birmingham                        | Trawiasta                         | 0:6, 2:6                          |
| 2.                                | 2021                              | Indian Wells                      | Twarda                            | 4:6, 3:6                          |
| 3.                                | 2022                              | Dubaj                             | Twarda                            | 6:4, 1:6, 6:7(4)                  |
| 4.                                | 2023                              | US Open                           | Twarda                            | 6:3, 3:6, 1:6                     |
| 5.                                | 2025                              | Doha                              | Twarda                            | 3:6, 1:6                          |
| 6.                                | 2025                              | Stuttgart                         | Twarda                            | 3:6, 6:3, 2:6                     |

| Lista spotkań z Carlą Suárez Navarro: | Lista spotkań z Carlą Suárez Navarro: | Lista spotkań z Carlą Suárez Navarro: | Lista spotkań z Carlą Suárez Navarro: | Lista spotkań z Carlą Suárez Navarro: |
| ------------------------------------- | ------------------------------------- | ------------------------------------- | ------------------------------------- | ------------------------------------- |
| Nr                                    | Rok                                   | Turniej                               | Nawierzchnia                          | Wynik                                 |
| 1.                                    | 2020                                  | Australian Open                       | Twarda                                | 6:3, 7:5                              |

| Lista spotkań z Markétą Vondroušovą: | Lista spotkań z Markétą Vondroušovą: | Lista spotkań z Markétą Vondroušovą: | Lista spotkań z Markétą Vondroušovą: | Lista spotkań z Markétą Vondroušovą: |
| ------------------------------------ | ------------------------------------ | ------------------------------------ | ------------------------------------ | ------------------------------------ |
| Nr                                   | Rok                                  | Turniej                              | Nawierzchnia                         | Wynik                                |
| 1.                                   | 2020                                 | French Open                          | Ceglana                              | 6:1, 6:2                             |
| 2.                                   | 2023                                 | Cincinatti                           | Twarda                               | 7:6(3), 6:1                          |
| 3.                                   | 2023                                 | WTA Finals                           | Twarda                               | 7:6(3), 6:0                          |
| 4.                                   | 2024                                 | French Open                          | Ceglana                              | 6:0, 6:2                             |

| Lista spotkań z Mirrą Andriejewą: | Lista spotkań z Mirrą Andriejewą: | Lista spotkań z Mirrą Andriejewą: | Lista spotkań z Mirrą Andriejewą: | Lista spotkań z Mirrą Andriejewą: |
| --------------------------------- | --------------------------------- | --------------------------------- | --------------------------------- | --------------------------------- |
| Nr                                | Rok                               | Turniej                           | Nawierzchnia                      | Wynik                             |
| 1.                                | 2024                              | Cincinnati                        | Twarda                            | 4:6, 6:3, 7:5                     |
| 1.                                | 2025                              | Dubaj                             | Twarda                            | 3:6, 3:6                          |
| 2.                                | 2025                              | Indian Wells                      | Twarda                            | 6:7(1), 6:1, 3:6                  |

| Lista spotkań z Danielle Collins: | Lista spotkań z Danielle Collins: | Lista spotkań z Danielle Collins: | Lista spotkań z Danielle Collins: | Lista spotkań z Danielle Collins: |
| --------------------------------- | --------------------------------- | --------------------------------- | --------------------------------- | --------------------------------- |
| Nr                                | Rok                               | Turniej                           | Nawierzchnia                      | Wynik                             |
| 1.                                | 2021                              | Adelaide                          | Twarda                            | 6:2, 3:0 krecz                    |
| 1.                                | 2022                              | Australian Open                   | Twarda                            | 4:6, 1:6                          |
| 2.                                | 2023                              | Doha                              | Twarda                            | 6:0, 6:1                          |
| 3.                                | 2023                              | Montreal                          | Twarda                            | 6:3, 4:6, 6:2                     |
| 4.                                | 2023                              | Cincinatti                        | Twarda                            | 6:1, 6:0                          |
| 5.                                | 2024                              | Australian Open                   | Twarda                            | 6:4, 3:6, 6:4                     |
| 6.                                | 2024                              | Indian Wells                      | Twarda                            | 6:3, 6:0                          |
| 7.                                | 2024                              | Igrzyska olimpijskie              | Ceglana                           | 6:1, 2:6, 4:1 krecz               |
| 2.                                | 2025                              | Rzym                              | Ceglana                           | 1:6, 5:7                          |
| 8.                                | 2025                              | Wimbledon                         | Trawiasta                         | 6:2, 6:3                          |

| Lista spotkań z Amandą Anisimovą: | Lista spotkań z Amandą Anisimovą: | Lista spotkań z Amandą Anisimovą: | Lista spotkań z Amandą Anisimovą: | Lista spotkań z Amandą Anisimovą: |
| --------------------------------- | --------------------------------- | --------------------------------- | --------------------------------- | --------------------------------- |
| Nr                                | Rok                               | Turniej                           | Nawierzchnia                      | Wynik                             |
| 1.                                | 2025                              | Wimbledon                         | Trawiasta                         | 6:0, 6:0                          |

| Lista spotkań z Darją Kasatkiną: | Lista spotkań z Darją Kasatkiną: | Lista spotkań z Darją Kasatkiną: | Lista spotkań z Darją Kasatkiną: | Lista spotkań z Darją Kasatkiną: |
| -------------------------------- | -------------------------------- | -------------------------------- | -------------------------------- | -------------------------------- |
| Nr                               | Rok                              | Turniej                          | Nawierzchnia                     | Wynik                            |
| 1.                               | 2021                             | Eastbourne                       | Trawiasta                        | 6:4, 0:6, 1:6                    |
| 1.                               | 2022                             | Australian Open                  | Twarda                           | 6:2, 6:3                         |
| 2.                               | 2022                             | Dubaj                            | Twarda                           | 6:1, 6:2                         |
| 3.                               | 2022                             | Doha                             | Twarda                           | 6:3, 6:0                         |
| 4.                               | 2022                             | French Open                      | Ceglana                          | 6:2, 6:1                         |
| 5.                               | 2022                             | WTA Finals                       | Twarda (hala)                    | 6:2, 6:3                         |
| 6.                               | 2024                             | WTA Finals                       | Twarda (hala)                    | 6:1, 6:0                         |

| Lista spotkań z Karolíną Muchovą: | Lista spotkań z Karolíną Muchovą: | Lista spotkań z Karolíną Muchovą: | Lista spotkań z Karolíną Muchovą: | Lista spotkań z Karolíną Muchovą: |
| --------------------------------- | --------------------------------- | --------------------------------- | --------------------------------- | --------------------------------- |
| Nr                                | Rok                               | Turniej                           | Nawierzchnia                      | Wynik                             |
| 1.                                | 2019                              | Praga                             | Ceglana                           | 6:4, 1:6, 4:6                     |
| 1.                                | 2023                              | French Open                       | Ceglana                           | 6:2, 5:7, 6:4                     |
| 2.                                | 2023                              | Montreal                          | Twarda                            | 6:1, 4:6, 6:4                     |
| 3.                                | 2025                              | United Cup                        | Twarda                            | 6:3, 6:4                          |
| 4.                                | 2025                              | Indian Wells                      | Twarda                            | 6:1, 6:1                          |

| Lista spotkań z Emmą Navarro: | Lista spotkań z Emmą Navarro: | Lista spotkań z Emmą Navarro: | Lista spotkań z Emmą Navarro: | Lista spotkań z Emmą Navarro: |
| ----------------------------- | ----------------------------- | ----------------------------- | ----------------------------- | ----------------------------- |
| Nr                            | Rok                           | Turniej                       | Nawierzchnia                  | Wynik                         |
| 1.                            | 2025                          | Australian Open               | Twarda                        | 6:1, 6:2                      |

| Lista spotkań z Wieroniką Kudiermietową: | Lista spotkań z Wieroniką Kudiermietową: | Lista spotkań z Wieroniką Kudiermietową: | Lista spotkań z Wieroniką Kudiermietową: | Lista spotkań z Wieroniką Kudiermietową: |
| ---------------------------------------- | ---------------------------------------- | ---------------------------------------- | ---------------------------------------- | ---------------------------------------- |
| Nr                                       | Rok                                      | Turniej                                  | Nawierzchnia                             | Wynik                                    |
| 1.                                       | 2020                                     | US Open                                  | Twarda                                   | 6:3, 6:3                                 |
| 2.                                       | 2021                                     | Indian Wells                             | Twarda                                   | 6:1, 6:0                                 |
| 3.                                       | 2023                                     | Doha                                     | Twarda                                   | 6:0, 6:1                                 |
| 4.                                       | 2023                                     | Madryt                                   | Ceglana                                  | 6:1, 6:1                                 |
| 1.                                       | 2023                                     | Tokio                                    | Twarda                                   | 2:6, 6:2, 4:6                            |

| Lista spotkań z Emmą Raducanu: | Lista spotkań z Emmą Raducanu: | Lista spotkań z Emmą Raducanu: | Lista spotkań z Emmą Raducanu: | Lista spotkań z Emmą Raducanu: |
| ------------------------------ | ------------------------------ | ------------------------------ | ------------------------------ | ------------------------------ |
| Nr                             | Rok                            | Turniej                        | Nawierzchnia                   | Wynik                          |
| 1.                             | 2022                           | Stuttgart                      | Ceglana (hala)                 | 6:4, 6:4                       |
| 2.                             | 2023                           | Indian Wells                   | Twarda                         | 6:3, 6:1                       |
| 3.                             | 2024                           | Stuttgart                      | Ceglana (hala)                 | 7:6(2), 6:3                    |
| 4.                             | 2025                           | Australian Open                | Twarda                         | 6:1, 6:0                       |
| 5.                             | 2025                           | French Open                    | Mączka                         | 6:1, 6:2                       |

| Lista spotkań z Beatriz Haddad Maią: | Lista spotkań z Beatriz Haddad Maią: | Lista spotkań z Beatriz Haddad Maią: | Lista spotkań z Beatriz Haddad Maią: | Lista spotkań z Beatriz Haddad Maią: |
| ------------------------------------ | ------------------------------------ | ------------------------------------ | ------------------------------------ | ------------------------------------ |
| Nr                                   | Rok                                  | Turniej                              | Nawierzchnia                         | Wynik                                |
| 1.                                   | 2022                                 | Toronto                              | Twarda                               | 4:6, 6:3, 5:7                        |
| 1.                                   | 2023                                 | French Open                          | Ceglana                              | 6:2, 7:6(7)                          |
| 2.                                   | 2024                                 | United Cup                           | Twarda                               | 6:2, 6:2                             |
| 3.                                   | 2024                                 | Madryt                               | Ceglana                              | 4:6, 6:0, 6:2                        |

## Zwycięstwa nad zawodniczkami klasyfikowanymi w danym momencie w czołowej dziesiątce rankingu WTA
| Rok     | 2020 | 2021 | 2022 | 2023 | 2024 | 2025 | Łącznie |
| Wygrane | 2    | 3    | 15   | 13   | 11   | 8    | 52      |

| Lp.  | Zawodnik            | Ranking | Turniej                              | Nawierzchnia   | Runda        | Wynik               |
| ---- | ------------------- | ------- | ------------------------------------ | -------------- | ------------ | ------------------- |
| 2020 |                     |         |                                      |                |              |                     |
| 1.   | Simona Halep        | Nr 2    | French Open, Paryż                   | Ceglana        | 4. runda     | 6:1, 6:2            |
| 2.   | Sofia Kenin         | Nr 6    | French Open, Paryż                   | Ceglana        | Finał        | 6:4, 6:1            |
| 2021 |                     |         |                                      |                |              |                     |
| 3.   | Elina Switolina     | Nr 6    | Internazionali d’Italia, Rzym        | Ceglana        | Ćwierćfinał  | 6:2, 7:5            |
| 4.   | Karolína Plíšková   | Nr 9    | Internazionali d’Italia, Rzym        | Ceglana        | Finał        | 6:0, 6:0            |
| 5.   | Paula Badosa        | Nr 10   | WTA Finals, Guadalajara              | Twarda         | Faza grupowa | 7:5, 6:4            |
| 2022 |                     |         |                                      |                |              |                     |
| 6.   | Aryna Sabalenka     | Nr 2    | Qatar Ladies Open, Doha              | Twarda         | Ćwierćfinał  | 6:2, 6:3            |
| 7.   | Maria Sakari        | Nr 6    | Qatar Ladies Open, Doha              | Twarda         | Półfinał     | 6:4, 6:3            |
| 8.   | Anett Kontaveit     | Nr 7    | Qatar Ladies Open, Doha              | Twarda         | Finał        | 6:2, 6:0            |
| 9.   | Maria Sakari        | Nr 6    | Indian Wells Masters, Indian Wells   | Twarda         | Finał        | 6:4, 6:1            |
| 10.  | Aryna Sabalenka     | Nr 4    | Porsche Tennis Grand Prix, Stuttgart | Ceglana (hala) | Finał        | 6:2, 6:2            |
| 11.  | Aryna Sabalenka     | Nr 8    | Internazionali d’Italia, Rzym        | Ceglana        | Półfinał     | 6:2, 6:1            |
| 12.  | Ons Jabeur          | Nr 7    | Internazionali d’Italia, Rzym        | Ceglana        | Finał        | 6:2, 6:2            |
| 13.  | Jessica Pegula      | Nr 8    | US Open, Nowy Jork                   | Twarda         | Ćwierćfinał  | 6:3, 7:6(4)         |
| 14.  | Aryna Sabalenka     | Nr 6    | US Open, Nowy Jork                   | Twarda         | Półfinał     | 3:6, 6:1, 6:4       |
| 15.  | Ons Jabeur          | Nr 5    | US Open, Nowy Jork                   | Twarda         | Finał        | 6:2, 7:6(5)         |
| 16.  | Coco Gauff          | Nr 8    | San Diego Open, San Diego            | Twarda         | Ćwierćfinał  | 6:0, 6:3            |
| 17.  | Jessica Pegula      | Nr 6    | San Diego Open, San Diego            | Twarda         | Półfinał     | 4:6, 6:2, 6:2       |
| 18.  | Darja Kasatkina     | Nr 8    | WTA Finals, Fort Worth               | Twarda (hala)  | Faza grupowa | 6:2, 6:3            |
| 19.  | Caroline Garcia     | Nr 6    | WTA Finals, Fort Worth               | Twarda (hala)  | Faza grupowa | 6:3, 6:2            |
| 20.  | Coco Gauff          | Nr 4    | WTA Finals, Fort Worth               | Twarda (hala)  | Faza grupowa | 6:3, 6:0            |
| 2023 |                     |         |                                      |                |              |                     |
| –    | Belinda Bencic      | Nr 9    | Qatar Ladies Open, Doha              | Twarda         | Ćwierćfinał  | walkower            |
| 21.  | Jessica Pegula      | Nr 4    | Qatar Ladies Open, Doha              | Twarda         | Finał        | 6:3, 6:0            |
| 22.  | Coco Gauff          | Nr 6    | Dubai Tennis Championships, Dubaj    | Twarda         | Półfinał     | 6:4, 6:2            |
| 23.  | Ons Jabeur          | Nr 4    | Porsche Tennis Grand Prix, Stuttgart | Ceglana (hala) | Półfinał     | 3:0 krecz           |
| 24.  | Aryna Sabalenka     | Nr 2    | Porsche Tennis Grand Prix, Stuttgart | Ceglana (hala) | Finał        | 6:3, 6:4            |
| 25.  | Coco Gauff          | Nr 6    | French Open, Paryż                   | Ceglana        | Ćwierćfinał  | 6:4, 6:2            |
| 26.  | Markéta Vondroušová | Nr 10   | Cincinnati Masters, Cincinnati       | Twarda         | Ćwierćfinał  | 7:6(3), 6:1         |
| 27.  | Caroline Garcia     | Nr 10   | China Open, Pekin                    | Twarda         | Ćwierćfinał  | 6:7(8), 7:6(5), 6:1 |
| 28.  | Coco Gauff          | Nr 3    | China Open, Pekin                    | Twarda         | Półfinał     | 6:2, 6:3            |
| 29.  | Markéta Vondroušová | Nr 6    | WTA Finals, Cancún                   | Twarda         | Faza grupowa | 7:6(3), 6:0         |
| 30.  | Coco Gauff          | Nr 3    | WTA Finals, Cancún                   | Twarda         | Faza grupowa | 6:0, 7:5            |
| 31.  | Ons Jabeur          | Nr 7    | WTA Finals, Cancún                   | Twarda         | Faza grupowa | 6:1, 6:2            |
| 32.  | Aryna Sabalenka     | Nr 1    | WTA Finals, Cancún                   | Twarda         | Półfinał     | 6:3, 6:2            |
| 33.  | Jessica Pegula      | Nr 5    | WTA Finals, Cancún                   | Twarda         | Finał        | 6:1, 6:0            |
| 2024 |                     |         |                                      |                |              |                     |
| 34.  | Jelena Rybakina     | Nr 4    | Qatar Ladies Open, Doha              | Twarda         | Finał        | 7:6(8), 6:2         |
| 35.  | Zheng Qinwen        | Nr 7    | Dubai Tennis Championships, Dubaj    | Twarda         | Ćwierćfinał  | 6:3, 6:2            |
| 36.  | Maria Sakari        | Nr 9    | Indian Wells Masters, Indian Wells   | Twarda         | Finał        | 6:4, 6:0            |
| 37.  | Aryna Sabalenka     | Nr 2    | Madrid Open, Madryt                  | Ceglana        | Finał        | 7:5, 4:6, 7:6(7)    |
| 38.  | Coco Gauff          | Nr 3    | Internazionali d’Italia, Rzym        | Ceglana        | Półfinał     | 6:4, 6:3            |
| 39.  | Aryna Sabalenka     | Nr 2    | Internazionali d’Italia, Rzym        | Ceglana        | Finał        | 6:2, 6:3            |
| 40.  | Markéta Vondroušová | Nr 6    | French Open, Paryż                   | Ceglana        | Ćwierćfinał  | 6:0, 6:2            |
| 41.  | Coco Gauff          | Nr 3    | French Open, Paryż                   | Ceglana        | Półfinał     | 6:2, 6:4            |
| 42.  | Danielle Collins    | Nr 9    | Igrzyska olimpijskie, Paryż          | Ceglana        | Ćwierćfinał  | 6:1, 2:6, 4:1 krecz |
| 43.  | Darja Kasatkina     | Nr 9    | WTA Finals, Rijad                    | Twarda         | Faza grupowa | 6:1, 6:0            |
| 44.  | Jasmine Paolini     | Nr 4    | Puchar Billie Jean King, Malaga      | Twarda         | Półfinał     | 3:6, 6:4, 6:4       |
| 2025 |                     |         |                                      |                |              |                     |
| 45.  | Jelena Rybakina     | Nr 6    | United Cup, Australia                | Twarda         | Półfinał     | 7:6(5), 6:4         |
| 46.  | Emma Navarro        | Nr 8    | Australian Open, Melbourne           | Twarda         | Ćwierćfinał  | 6:1, 6:2            |
| 47.  | Jelena Rybakina     | Nr 7    | Qatar Ladies Open, Doha              | Twarda         | Ćwierćfinał  | 6:2, 7:5            |
| 48.  | Zheng Qinwen        | Nr 9    | Indian Wells Masters, Indian Wells   | Twarda         | Ćwierćfinał  | 6:3, 6:3            |
| 49.  | Madison Keys        | Nr 5    | Madrid Open, Madryt                  | Ceglana        | Ćwierćfinał  | 0:6, 6:3, 6:2       |
| 50.  | Jasmine Paolini     | Nr 4    | Bad Homburg Open, Bad Homburg        | Trawiasta      | Półfinał     | 6:1, 6:3            |
| 51.  | Jelena Rybakina     | Nr 10   | Cincinnati Open, Cincinnati          | Twarda         | Półfinał     | 7:5, 6:3            |
| 52.  | Jasmine Paolini     | Nr 9    | Cincinnati Open, Cincinnati          | Twarda         | Finał        | 7:5, 6:4            |

## Najdłuższa seria zwycięstw (2022)
| Lp. | Turniej                    | Kategoria               | Data rozpoczęcia turnieju | Nawierzchnia   | Runda | Przeciwniczka                  | Ranking | Wynik            |
| --- | -------------------------- | ----------------------- | ------------------------- | -------------- | ----- | ------------------------------ | ------- | ---------------- |
| –   | Dubai Tennis Championships | WTA 500                 | 14 lutego 2022            | Twarda         | 2R    | Jeļena Ostapenko               | nr 21   | 6:4, 1:6, 6:7(4) |
| 1.  | Qatar Ladies Open          | WTA 1000                | 21 lutego 2022            | Twarda         | 2R    | Viktorija Golubic              | nr 36   | 6:2, 3:6, 6:2    |
| 2.  | Qatar Ladies Open          | WTA 1000                | 21 lutego 2022            | Twarda         | 3R    | Darja Kasatkina                | nr 28   | 6:3, 6:0         |
| 3.  | Qatar Ladies Open          | WTA 1000                | 21 lutego 2022            | Twarda         | QF    | Aryna Sabalenka (1)            | nr 2    | 6:2, 6:3         |
| 4.  | Qatar Ladies Open          | WTA 1000                | 21 lutego 2022            | Twarda         | SF    | Maria Sakari (6)               | nr 6    | 6:4, 6:3         |
| 5.  | Qatar Ladies Open          | WTA 1000                | 21 lutego 2022            | Twarda         | F     | Anett Kontaveit (4)            | nr 7    | 6:2, 6:0         |
| 6.  | Indian Wells Masters       | WTA 1000                | 7 marca 2022              | Twarda         | 2R    | Anhelina Kalinina              | nr 50   | 5:7, 6:0, 6:1    |
| 7.  | Indian Wells Masters       | WTA 1000                | 7 marca 2022              | Twarda         | 3R    | Clara Tauson (29)              | nr 40   | 6:7(3), 6:2, 6:1 |
| 8.  | Indian Wells Masters       | WTA 1000                | 7 marca 2022              | Twarda         | 4R    | Angelique Kerber (15)          | nr 16   | 4:6, 6:2, 6:3    |
| 9.  | Indian Wells Masters       | WTA 1000                | 7 marca 2022              | Twarda         | QF    | Madison Keys (25)              | Nr 29   | 6:1, 6:0         |
| 10. | Indian Wells Masters       | WTA 1000                | 7 marca 2022              | Twarda         | SF    | Simona Halep (24)              | nr 26   | 7:6(8), 6:4      |
| 11. | Indian Wells Masters       | WTA 1000                | 7 marca 2022              | Twarda         | F     | Maria Sakari (6)               | nr 6    | 6:4, 6:1         |
| 12. | Miami Open                 | WTA 1000                | 21 marca 2022             | Twarda         | 2R    | Viktorija Golubic              | nr 42   | 6:2, 6:0         |
| 13. | Miami Open                 | WTA 1000                | 21 marca 2022             | Twarda         | 3R    | Madison Brengle                | nr 59   | 6:0, 6:3         |
| 14. | Miami Open                 | WTA 1000                | 21 marca 2022             | Twarda         | 4R    | Coco Gauff (14)                | nr 17   | 6:3, 6:1         |
| 15. | Miami Open                 | WTA 1000                | 21 marca 2022             | Twarda         | QF    | Petra Kvitová (28)             | nr 32   | 6:3, 6:3         |
| 16. | Miami Open                 | WTA 1000                | 21 marca 2022             | Twarda         | SF    | Jessica Pegula (16)            | nr 21   | 6:2, 7:5         |
| 17. | Miami Open                 | WTA 1000                | 21 marca 2022             | Twarda         | F     | Naomi Ōsaka                    | nr 77   | 6:4, 6:0         |
| 18. | Puchar Billie Jean King    | Puchar Billie Jean King | 15 kwietnia 2022          | Twarda (hala)  | QR    | Mihaela Buzărnescu             | nr 123  | 6:1, 6:0         |
| 19. | Puchar Billie Jean King    | Puchar Billie Jean King | 15 kwietnia 2022          | Twarda (hala)  | QR    | Andreea Prisăcariu             | nr 324  | 6:0, 6:0         |
| 20. | Porsche Tennis Grand Prix  | WTA 500                 | 18 kwietnia 2022          | Ceglana (hala) | 2R    | Eva Lys (Q)                    | nr 342  | 6:1, 6:1         |
| 21. | Porsche Tennis Grand Prix  | WTA 500                 | 18 kwietnia 2022          | Ceglana (hala) | QF    | Emma Raducanu (8)              | nr 12   | 6:4, 6:4         |
| 22. | Porsche Tennis Grand Prix  | WTA 500                 | 18 kwietnia 2022          | Ceglana (hala) | SF    | Ludmiła Samsonowa              | nr 31   | 6:7(4), 6:4, 7:5 |
| 23. | Porsche Tennis Grand Prix  | WTA 500                 | 18 kwietnia 2022          | Ceglana (hala) | F     | Aryna Sabalenka (3)            | nr 4    | 6:2, 6:2         |
| 24. | Internazionali d’Italia    | WTA 1000                | 9 maja 2022               | Ceglana        | 2R    | Elena-Gabriela Ruse (LL)       | nr 57   | 6:3, 6:0         |
| 25. | Internazionali d’Italia    | WTA 1000                | 9 maja 2022               | Ceglana        | 3R    | Wiktoryja Azaranka (16)        | nr 16   | 6:4, 6:1         |
| 26. | Internazionali d’Italia    | WTA 1000                | 9 maja 2022               | Ceglana        | QF    | Bianca Andreescu (PR)          | nr 90   | 7:6(2), 6:0      |
| 27. | Internazionali d’Italia    | WTA 1000                | 9 maja 2022               | Ceglana        | SF    | Aryna Sabalenka (3)            | nr 8    | 6:2, 6:1         |
| 28. | Internazionali d’Italia    | WTA 1000                | 9 maja 2022               | Ceglana        | F     | Ons Jabeur (9)                 | nr 7    | 6:2, 6:2         |
| 29. | French Open                | Wielki Szlem            | 22 maja 2022              | Ceglana        | 1R    | Łesia Curenko (Q)              | nr 119  | 6:2, 6:0         |
| 30. | French Open                | Wielki Szlem            | 22 maja 2022              | Ceglana        | 2R    | Alison Riske                   | nr 43   | 6:0, 6:2         |
| 31. | French Open                | Wielki Szlem            | 22 maja 2022              | Ceglana        | 3R    | Danka Kovinić                  | nr 95   | 6:3, 7:5         |
| 32. | French Open                | Wielki Szlem            | 22 maja 2022              | Ceglana        | 4R    | Zheng Qinwen                   | nr 74   | 6:7(5), 6:0, 6:2 |
| 33. | French Open                | Wielki Szlem            | 22 maja 2022              | Ceglana        | QF    | Jessica Pegula (11)            | nr 11   | 6:3, 6:2         |
| 34. | French Open                | Wielki Szlem            | 22 maja 2022              | Ceglana        | SF    | Darja Kasatkina (20)           | nr 20   | 6:2, 6:1         |
| 35. | French Open                | Wielki Szlem            | 22 maja 2022              | Ceglana        | F     | Coco Gauff (18)                | nr 23   | 6:1, 6:3         |
| 36. | Wimbledon                  | Wielki Szlem            | 27 czerwca 2022           | Trawiasta      | 1R    | Jana Fett (Q)                  | nr 252  | 6:0, 6:3         |
| 37. | Wimbledon                  | Wielki Szlem            | 27 czerwca 2022           | Trawiasta      | 2R    | Lesley Pattinama Kerkhove (LL) | nr 138  | 6:4, 4:6, 6:3    |
| –   | Wimbledon                  | Wielki Szlem            | 27 czerwca 2022           | Trawiasta      | 3R    | Alizé Cornet                   | nr 37   | 4:6, 2:6         |

## Odznaczenia i wyróżnienia
- Fan Favorite Shot of the Year (Nagroda od fanów dla najlepszego zagrania) za zagranie w półfinale w Lugano w WTA Awards 2019
- Złoty Krzyż Zasługi – 2020[72][73]
- Wielka Honorowa Nagroda Sportowa – 2020[74].
- 2. miejsce w Plebiscycie Przeglądu Sportowego 2020
- Most Improved Player (Największe postępy) i Fan Favorite Singles Player of the Year (Nagroda od fanów dla ulubionej tenisistki) w WTA Awards 2020
- Zwycięstwo w Plebiscycie Przeglądu Sportowego 2022
- Player of the Year (Tenisistka roku) w WTA Awards 2022
- TIME100: The Most Influential People of 2023 (100 najbardziej wpływowych osób na świecie w 2023 roku) w kategorii Innovators (Innowatorzy)[75][76]
- Player of the Year (Tenisistka roku) w WTA Awards 2023
- Zwycięstwo w Plebiscycie Przeglądu Sportowego 2023
- Krzyż Kawalerski Orderu Odrodzenia Polski – 2024[77]

## Sprzęt i sponsorzy
Zawodniczka używa odzieży i obuwia On oraz rakiety tenisowej Tecnifibre. Z okazji zwycięstwa Roland Garros 2023 z rakietą Tecnifibre i uznania dla zawodniczki, przedsiębiorstwo na 7 dni zmieniło marketingowo firmę na Swiateknifibre i znak towarowy na kolory biały i czerwony. To pierwszy kobiecy tytuł wielkoszlemowy dla tego producenta.
Iga Świątek współpracuje ze sponsorami: Infosys (główny sponsor), Lancôme, Visa, Rolex, Oshee, Porsche, Lego, On, Tecnifibre. Do 31 marca 2023 roku była również ambasadorką Xiaomi Polska.

## Działalność charytatywna
W 2021 roku przekazała 200 tysięcy złotych na rzecz fundacji działających w obszarze zdrowia psychicznego dzieci, zaangażowała się w pomoc rodzinom potrzebującym w Szlachetnej Paczce, a także poprzez aukcje charytatywne w działania WOŚP – dzięki aukcjom Igi udało się zebrać dla fundacji przeszło 300 tysięcy złotych. Wydarzenie „Iga Świątek i Przyjaciele dla Ukrainy” było pierwszym dużym autorskim projektem pomocowym Igi i jej zespołu.
W wyniku wydarzenia w Krakowie z udziałem m.in. Agnieszki Radwańskiej, Eliny Svitoliny i Andrija Szewczenki, zebrano 2,5 miliona złotych, które za pośrednictwem trzech organizacji (United 24, Elina Svitolina Foundation, UNICEF Polska) wsparły dzieci dotknięte wojną w Ukrainie. We wrześniu Iga Świątek została zaproszona do inicjatywy pomocowej dla Ukrainy Tennis Plays For Peace organizowanej przez amerykańską federację tenisa USTA. Na stadionie US Open zagrała miksta w parze z Rafaelem Nadalem przeciwko Coco Gauff i Johnowi McEnroe.
Z okazji Światowego Dnia Zdrowia Psychicznego w 2022 roku zawodniczka po raz drugi zdecydowała się wesprzeć finansowo organizację związaną z obszarem zdrowia psychicznego dzieci. Po finale turnieju WTA 500 w Ostrawie (Agel Open) ogłosiła, że przekaże nagrodę z turnieju na ten cel. Kwotą 280 tysięcy złotych zdecydowała się wesprzeć SOS Wioski Dziecięce.
Szlachetną Paczkę w 2022 roku wsparła po raz trzeci, pomagając jednej z potrzebujących rodzin, a także zachęcając innych do zaangażowania się.